# Historia de la deuda externa argentina
La historia de la deuda externa argentina es la evolución de las deudas contraídas por el Estado argentino, con acreedores públicos o privados ubicados en otros países, desde su independencia en 1816 hasta la actualidad. Incluye tanto la deuda externa privada, como la deuda externa pública o deuda soberana. La magnitud de la deuda externa suele ser relacionada con el PBI del país o el saldo de la balanza comercial (diferencia entre exportaciones e importaciones), con el fin de percibir la capacidad de pago. La deuda externa se caracteriza por estar contraída en divisas extranjeras y no poder ser cancelada en moneda nacional. Por ello se ha explicado que «más importante que estudiar la residencia del acreedor, es analizar el tipo de bono que posee el acreedor y, particularmente, si el mismo, ante el diferimiento o suspensión del pago, se rige según la legislación nacional o de tribunales» extranjeros, debido a la «fundamental importancia (que ello tienen) para el análisis de las alternativas de reestructuración de la deuda».
Argentina forma parte de diversos organismos multilaterales de crédito: el Fondo Monetario Internacional (desde 1956), el Banco Mundial (1956) y el Banco Interamericano de Desarrollo (1959).
El país entró seis veces en cesación de pagos (default) de su deuda externa a lo largo de su historia: las dos primeras veces en el siglo XIX (1827 y 1890), y luego de casi un siglo sin incumplimientos se sucedieron la crisis de la deuda latinoamericana en 1982, la crisis de 2001, y el «reperfilamiento» y posterior renegociación de la deuda en 2019-2020. Algunos autores agregan a esta lista los defaults provinciales de 1915 y 1930, el acuerdo con el Club de París de 1956 y el Plan Bonex de 1989. Para fines del primer trimestre del 2022 la deuda externa bruta de Argentina registró un valor de 274 355 millones de dólares, equivalente a la mitad de su PBI anual hacia la misma fecha.

## SigloXIX

### El empréstito Baring Brothers

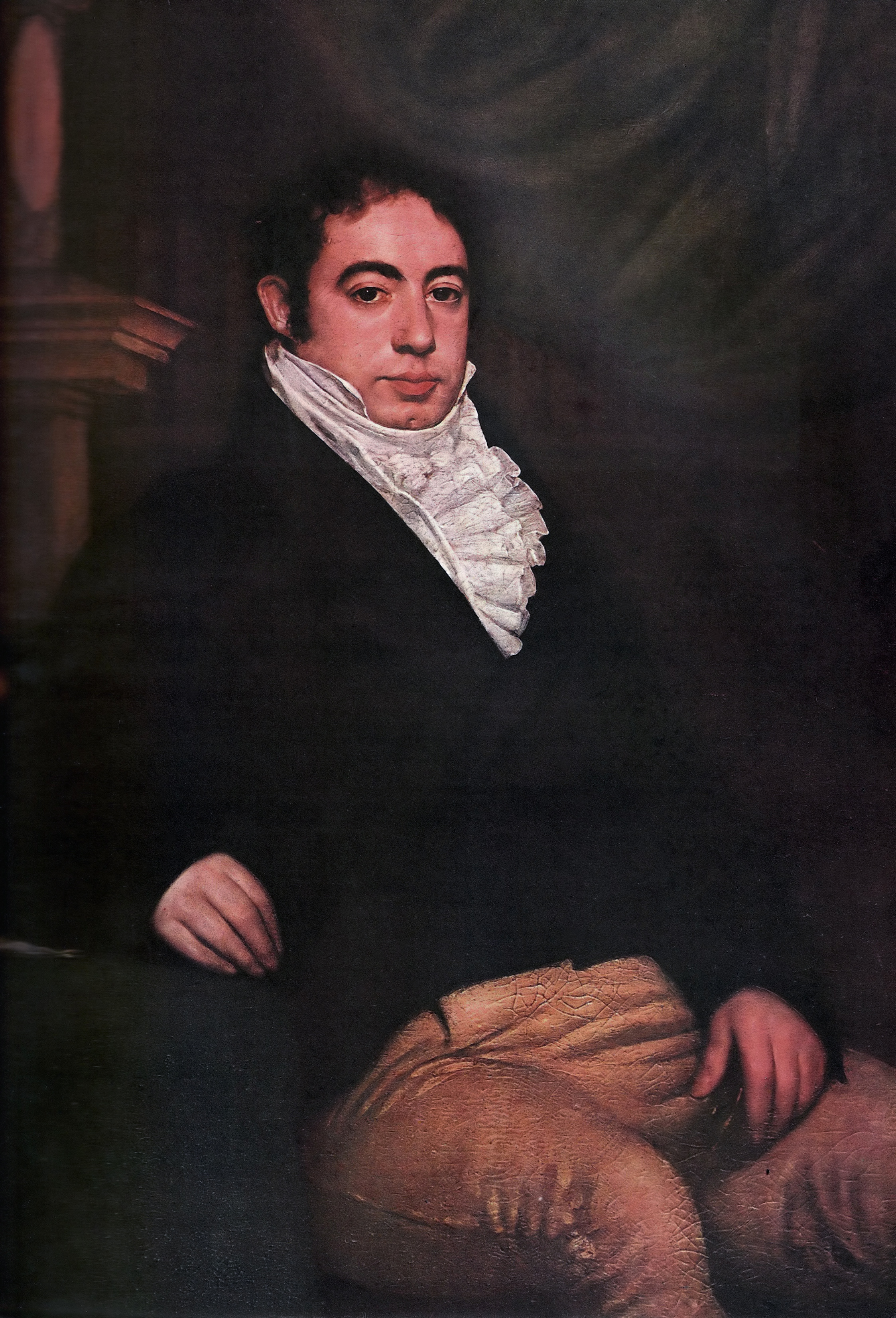
El ministro Bernardino Rivadavia (1780-1845), como miembro protagónico del Gobierno bonaerense entre 1821 y 1824, fue el responsable de endeudar al país con el Empréstito Baring Brothers.

La historia de deuda pública argentina comienza cuando la Junta de Representantes de Buenos Aires sanciona el 19 de agosto de 1822 una ley que facultaba al Gobierno a adquirir un empréstito que debía ser utilizado para la construcción del puerto de Buenos Aires, el establecimiento de pueblos en la nueva frontera, y la fundación de tres ciudades sobre la costa entre Buenos Aires y el pueblo de Carmen de Patagones. Además debía dotarse de agua corriente a la ciudad de Buenos Aires. Manuel José García, Ministro de Finanzas de Bernardino Rivadavia, consideró necesario un empréstito de 2 800 000 libras esterlinas.
La Junta de Representantes había autorizado la colocación a un tipo mínimo del 70 %, pero Rivadavia aceptó constituir un consorcio que representara al Gobierno de Buenos Aires para la colocación del empréstito al tipo de 70 %. Este consorcio estaba encabezado por los señores Braulio Costa, Félix Castro, Miguel Riglos, Juan Pablo Sáenz Valiente y los hermanos Parish Robertson, quienes, en virtud del poder conferido, celebraron el acuerdo en Londres con la firma Baring Brothers & Co. Como la colocación en el mercado sería fácil, la Baring propuso al consorcio colocarlos al 85 %, pagando 70 % a Buenos Aires y repartiéndose el 15 % de diferencia con el consorcio.
El 1 de julio de 1824, el gobierno de Rivadavia contrae con la Banca Baring el empréstito por 1 000 000 de libras esterlinas por motivos de financiación de obras públicas. El 15 % de diferencia de colocación representó 150 000 libras; de ellas, el consorcio en su conjunto se llevó 120 000 libras en carácter de comisión y los 30 000 restantes fueron para Baring.
El Estado de Buenos Aires por su parte «empeñaba todos sus efectos, bienes, rentas y tierras, hipotecándolas al pago exacto y fiel de la dicha suma de 1 000 000 de libras esterlinas y su interés». En consecuencia, en 1828 se liquidó la escuadra naval y se dieron en pago dos fragatas que se estaban construyendo en Inglaterra. De este modo, cuando se produjo la ocupación de las Islas Malvinas por los ingleses, cinco años más tarde, no hubo fuerza naval para contrarrestarla. Ferdinand White, espía inglés, enviado por la Baring al Río de la Plata, condenó los aspectos delictivos de este acuerdo. De la suma recibida, solo llegaron al Río de la Plata en oro, como estaba convenido, el 4 % de lo pactado, 20 678 libras.
Como no se había especificado cómo llegaría el dinero a las Provincias Unidas del Río de la Plata, el consorcio informa a la Casa Baring que la mejor manera era enviando letras giradas contra casas comerciales de prestigio que dieran garantías en Buenos Aires. Una de esas casas comerciales era la de Robertson y Costas, miembros del consorcio. Finalmente, solo llegaron a Buenos Aires unas 570 000 libras esterlinas, en su mayoría en letras de cambio. Ninguna de las obras previstas se realizó con ese dinero, que fue entregado al Banco de Descuento para que diera créditos a sus clientes, a intereses mucho más bajos que los que pagaba la provincia por ese dinero.
Las exportaciones de oro, permitidas por las políticas de libre comercio de Rivadavia, agotaron rápidamente las reservas nacionales. Esto representó un gran problema, ya que el oro era el medio de cambio de la economía local. Rivadavia establece el «Banco de Descuento», un banco central para imprimir dinero. Este banco fue puesto a manos de inversores privados británicos. Bernardino Rivadavia y Manuel J. García, representantes de la aristocracia porteña, se encontraban en la cúspide del poder; la influencia británica está en su apogeo. Rivadavia solicitó el cargo de Ministro Plenipotenciario de las Provincias Unidas en Francia e Inglaterra y viajó a Londres para ser designado presidente del directorio de la compañía minera «River Plate Mining Association». Llegó a ser, al mismo tiempo, Presidente de las Provincias Unidas y director de la River Plate Mining.
La diferencia entre los ocho millones importados con los cinco exportados se cubría en metálico, lo que producía un drenaje continuo de oro y plata (en barras solamente salieron del país en 1822 por valor de 1 350 000 pesos fuertes), pagados a través de empréstitos británicos con fuertes tasas de interés.
Todos los gobiernos posteriores continuaron pagando y refinanciando la deuda hasta que se canceló definitivamente en 1903, ochenta años después. Por el empréstito de 2 800 000 £ se terminó pagando 23 700 000 £, es decir, prácticamente 8 veces más.

### Etapa rosista
Durante la etapa rosista, se renegocian préstamos y se obtiene una sustancial quita en los intereses, disminuyendo el monto total de la deuda en una quinta parte en 1839. El 18 de noviembre de 1835, Juan Manuel de Rosas dicta la Ley de Aduana, que regiría desde el 19 de enero de 1836, que rompe con el esquema liberal con un doble propósito: primero, la defensa de las manufacturas criollas, perseguidas desde 1809, y segundo el renacimiento de una riqueza agrícola, casi extinguida desde la misma fecha. Los excedentes superavitarios en la balanza comercial permitieron un descenso de la deuda. La ley no se limitaba a favorecer los intereses argentinos. De acuerdo con la política de solidaridad hispanoamericana, producto de la gestión internacional de Rosas, los productos de la Banda Oriental y Chile se favorecían directamente: las producciones pecuarias del Uruguay se encontraban libres de derechos y no se recargaban tampoco los reembarcos para «cabos adentro»; de la misma manera, no eran imponibles los productos chilenos que vinieran por tierra.
En 1844, Rosas llegó a un acuerdo con Falconnet: la Confederación Argentina volvería a pagar los intereses de la deuda, suspendidos desde la época de Rivadavia, con una quita de 80 %. No obstante el descuento, los ahorristas, temerosos de no cobrar jamás, celebraron el acuerdo. Rosas volvió a pagar intereses (con la quita de 80 %) y seguía haciéndolo en 1852, cuando se produjo su caída en Caseros.
En 1825, en tiempos de Rivadavia, se importaban artículos extranjeros por el valor de ocho millones de pesos fuertes, exportándose productos nacionales tan solo por cinco millones de la misma moneda, lo cual dejaba un saldo de tres millones de déficit. A partir de la Ley de Aduana de 1835, las exportaciones van a ir subiendo vertiginosamente, mientras las importaciones lo harán en una proporción inferior. En 1851, en las vísperas de Caseros, las importaciones argentinas alcanzaban 8 550 000 y las exportaciones 10 633 525, siendo la balanza comercial superavitaria.
Urquiza fue subvencionado con dos millones de francos oro para llevar la guerra contra Rosas, a través de la cláusula 6.ª del tratado del 21 de noviembre de 1851.

### De Mitre a la crisis de 1873
Con Bartolomé Mitre, en 1862, la deuda da otro salto. Primero transfiere los compromisos de la provincia de Buenos Aires a la Nación y después acuerda otro empréstito con la banca inglesa por 2,5 millones de libras adicionales, para lanzarse a la guerra con Paraguay. Pero, nuevamente, de los 2,5 millones de libras asumidos como deuda, el país recibe sólo 1,9 millón, debido a los descuentos por el «riesgo país y las comisiones».
Cuando el mitrismo necesita financiación para la guerra de la Triple Alianza, envía nuevamente Norberto de la Riestra a Londres en busca de nuevos fondos. Este obtiene allí un nuevo empréstito por 2 500 000, que, restado sus gastos y comisiones, deja un remanente de 1 735 703 libras. Al concluir la Presidencia de Mitre, la deuda externa se halla cercana a los cinco millones de libras esterlinas.
A fin de financiar el conflicto, el Gobierno se vio obligado a contraer un nuevo empréstito de los bancos británicos, endeudándose en 3,44 millones de libras esterlinas. Gracias al conflicto, la deuda externa de la Argentina asciende hasta 9 millones de libras. Al final del gobierno de Bartolomé Mitre, las finanzas del país quedaron devastadas y el país al borde de una cesación de pagos.
Domingo Faustino Sarmiento, que sucede a Mitre en la presidencia, también se endeuda para continuar la guerra y «para armar fuerzas militares para reprimir el levantamiento de Entre Ríos». Al final del gobierno de Sarmiento, la deuda ya alcanzaba los 14,5 millones de libras. Las cifras evidencian un crecimiento permanente de la deuda externa desde las últimas décadas del siglo XIX hasta la Primera Guerra Mundial.

### La crisis de 1873

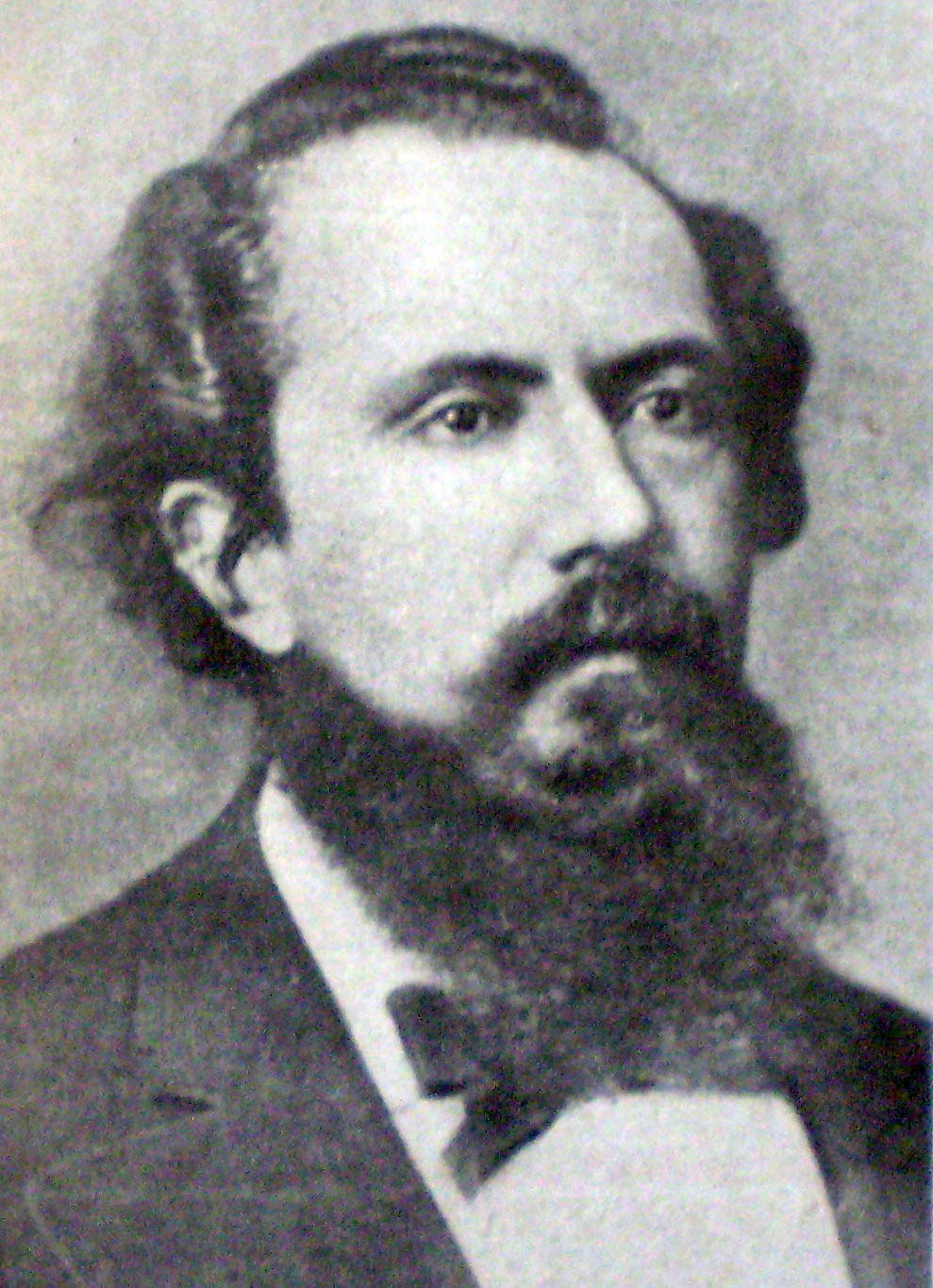
Tras varios años de prosperidad, el presidente Nicolás Avellaneda debió enfrentar durante su Gobierno la primera gran crisis económica del Estado moderno.

En 1867, el Banco de la Provincia de Buenos Aires creó la Oficina de Cambios, a través de la cual la Argentina ingresó al régimen de convertibilidad de la moneda. Hasta 1873 esta Oficina incrementó exitosamente sus reservas de oro, debido al fuerte ingreso de empréstitos contratados por el Gobierno nacional y algunos provinciales en el mercado de Londres como consecuencia de la guerra de la Triple Alianza.
Durante fines del siglo XIX se contrajeron numerosos empréstitos adicionales, sobre todo durante la presidencia de Bartolomé Mitre y la primera de Julio Argentino Roca. Todos eran con la banca británica, el mismo país que constituía el principal socio comercial en el país y el mayor inversor, siendo los ferrocarriles, los bancos más importantes y los transportes de propiedad británica.
Este febril ingreso de capitales externos, junto a un acelerado incremento de la actividad comercial, como de las importaciones y en la aparición de una especulación en tierras cuyo precio subía al compás del intercambio comercial. La incidencia de las importaciones se reflejó en una balanza comercial deficitaria.
No obstante, mientras la Argentina recibiese capitales del exterior, esta situación deficitaria no se traduciría en un déficit de la balanza de pagos. El problema del desequilibrio comercial se tornó visible cuando cesó el ingreso de capitales, en parte por efecto de la depresión europea de 1873 que cortó los flujos de inversión. A partir de ese momento, la situación deficitaria de la balanza comercial y de la balanza de pagos provocó una sensible disminución de la base monetaria de metálico. El problema no pudo ser solucionado con un incremento de las exportaciones, por lo que el Gobierno del recién asumido presidente Nicolás Avellaneda debió recurrir a una política claramente deflacionista, suspendiendo la contratación de nuevos empréstitos en el exterior, decretando la inconversión de los billetes del banco de la Provincia y del Nacional, e incluso disminuyendo sueldos de empleados y reduciendo personal administrativo. La retracción del crédito bancario durante 1875 y 1876 golpeó duramente la producción rural. Esta serie de medidas más la ley de Aduanas de 1876 influyeron en el rápido descenso de las importaciones. Si bien las exportaciones mantuvieron su nivel anterior, la caída de las importaciones, particularmente brusca en los años 1875 y 1876, provocó una inversión en la tendencia predominante de la balanza comercial, que pasó de ser deficitaria a ser superavitaria.
El presidente Avellaneda, en su mensaje de apertura al Congreso en 1875, describía la situación económica del país en los siguientes términos:

Grandes cantidades de dinero afluyeron en los últimos años a la plaza de Buenos Aires teniendo principalmente su origen en los empréstitos que la Nación y esta provincia contrajeron en Londres. De ahí, su acumulación en los bancos, el bajo interés y las facilidades tan seductoras como desconocidas del crédito. El país no estaba en actitud de aplicar de improviso tan considerables capitales al trabajo reproductivo y sobrevinieron las especulaciones sobre terrenos estériles, que acrecentaban artificialmente su precio de una transacción a la otra, los gastos excesivos y la acumulación de las mercaderías importadas, exagerada aún más por la competencia que se desarrolla en estos casos. Con la hora inevitable de los reembolsos, ha sobrevenido la crisis, que principia ya a encontrar su principal remedio en la disminución de los gastos privados y públicos.
Presidente Nicolás Avellaneda

En 1884, los pagos del servicio de la deuda alcanzaban 28 millones de pesos oro. Para el final del mandato de Roca, Argentina elevaba sus deudas externas a 38 millones de libras esterlinas.

### La crisis de 1890

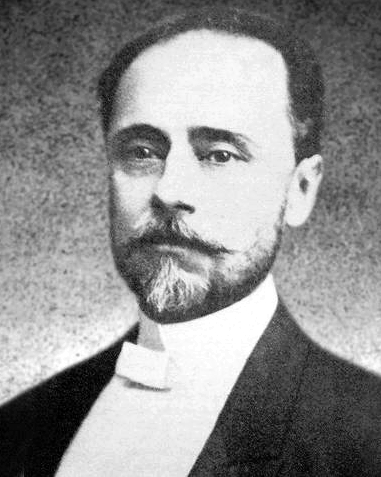
El Gobierno de Juárez Celman se caracterizó por una efervescencia inversora que poco después desembocó en un colapso financiero.

A partir de 1886, durante el Gobierno de Miguel Juárez Celman, se produce una fiebre inversora británica en ferrocarriles. Se otorgan concesiones a casi todos los trazados propuestos, sin reparar en sus verdaderas posibilidades productivas, lo que a su vez empujó a un aumento del valor de las tierras. Esta modalidad de inversión, que se prestó para numerosas maniobras especulativas, terminaría desembocando en lo que se denominó la crisis de 1890. A esta fiebre especuladora se sumó la incompetencia, malversación y especulación de las autoridades y de agentes económicos del Gobierno conservador de Juárez Celman, que se deslumbraron frente a una situación sumamente favorable en el mercado de capitales.
Si bien a nivel local se culpa a Juárez Celman por la crisis, esta también tuvo a un actor principal externo, la casa Baring Brothers, que imprudentemente intentó monopolizar las concesiones en la Argentina y lanzó proyectos de inversión demasiado rápido, sin asegurar sus inversiones de capital, sobrexcediendo su capacidad de negocio.
El crecimiento de la deuda, tanto pública como privada, se tradujo en una excesiva expansión monetaria que llevó a una fuerte depreciación del papel moneda, amenazando la rentabilidad de los inversores, y paralizando la entrada de nuevos capitales. Los inversores británicos, perturbados por los informes provenientes de Buenos Aires respecto de los abusos financieros, se mostraron cada vez más prudentes hacia los proyectos argentinos y dirigieron su atención hacia otros mercados.
A principios de 1889 comenzaron a manifestarse síntomas de la falta de solvencia del Gobierno argentino para pagar la deuda contraída con los bancos europeos. Las perspectivas de una cosecha pobre preocuparon a los especuladores de la Bolsa y el precio del oro comenzó a subir. En febrero, el Gobierno intentó infructuosamente prohibir la venta de oro en la Bolsa y, en septiembre, los inversores ya habían perdido su confianza en el Gobierno argentino. La catástrofe no ocurrió inmediatamente, gracias a la intermediación de Baring Brothers entre los inversores individuales y las autoridades argentinas.
Los banqueros europeos propusieron al Gobierno de Juárez Celman un remedio que no favorecía al Gobierno: consolidación de la deuda, suspensión de nuevos empréstitos durante diez años, suspensión de la emisión de papel moneda y una drástica reducción del gasto público. El Gobierno de Juárez Celman no podía aceptar la propuesta, ya que esta política de austeridad hubiera destrozado su apoyo político.
Al compás de la crisis económica creció el descontento popular, animado por la fuerza de oposición al Gobierno de Juárez Celman, la Unión Cívica. El 12 de abril de 1890 renunció el gabinete, y el 16 Juárez Celman nombró uno nuevo, en el cual se incorporaron dos hombres de la Unión Cívica en áreas claves: Roque Sáenz Peña en Relaciones Exteriores y Francisco Uriburu en Hacienda, sucedido por Juan Agustín García.
Las políticas liberales del Gobierno del Presidente Miguel Juárez Celman (1886-1890) llevaron a un período de especulación financiera que creó una burbuja, hecho reflejado en la creación de un gran número de bancos con sede en Buenos Aires durante esos años. Con el estallido de la crisis, el Estado argentino entró en cesación de pagos y se declaró en bancarrota, de la cual saldría recién cuatro años después.
Finalmente, el Gobierno de Juárez Celman cayó tras la Revolución del Parque del 26 de julio de 1890. Su sucesor, el entonces Vicepresidente Carlos Pellegrini, reabrió la negociación con los bancos europeos para solucionar la crisis. El primer triunfo de Pellegrini fue el arreglo entre el emisario argentino, Victorino de la Plaza, y el presidente de la Comisión Internacional de Banqueros, Lord Rothschild, en marzo de 1891.
Luego del colapso de la burbuja especulativa y del sistema de bancos garantidos, Carlos Pellegrini creó la Caja de Conversión con el objeto de administrar la emisión de moneda y las reservas en metales preciosos.
Se adoptaron también importantes medidas, como la liquidación del Banco Nacional, el despido de 1500 empleados de correos. Fueron creados nuevos recursos ― el pago del 50 % de los derechos de aduana en oro, el retorno de los gravámenes a las exportaciones suprimidos en 1887. Los sectores que más sufrieron los efectos de la crisis fueron el propio Gobierno, cuyos problemas financieros lo colocaron en una incómoda situación, y el sector urbano no exportador (comerciantes, importadores, trabajadores y aquellos que especulaban con tierras y valores mobiliarios).

### De 1892 al 1900

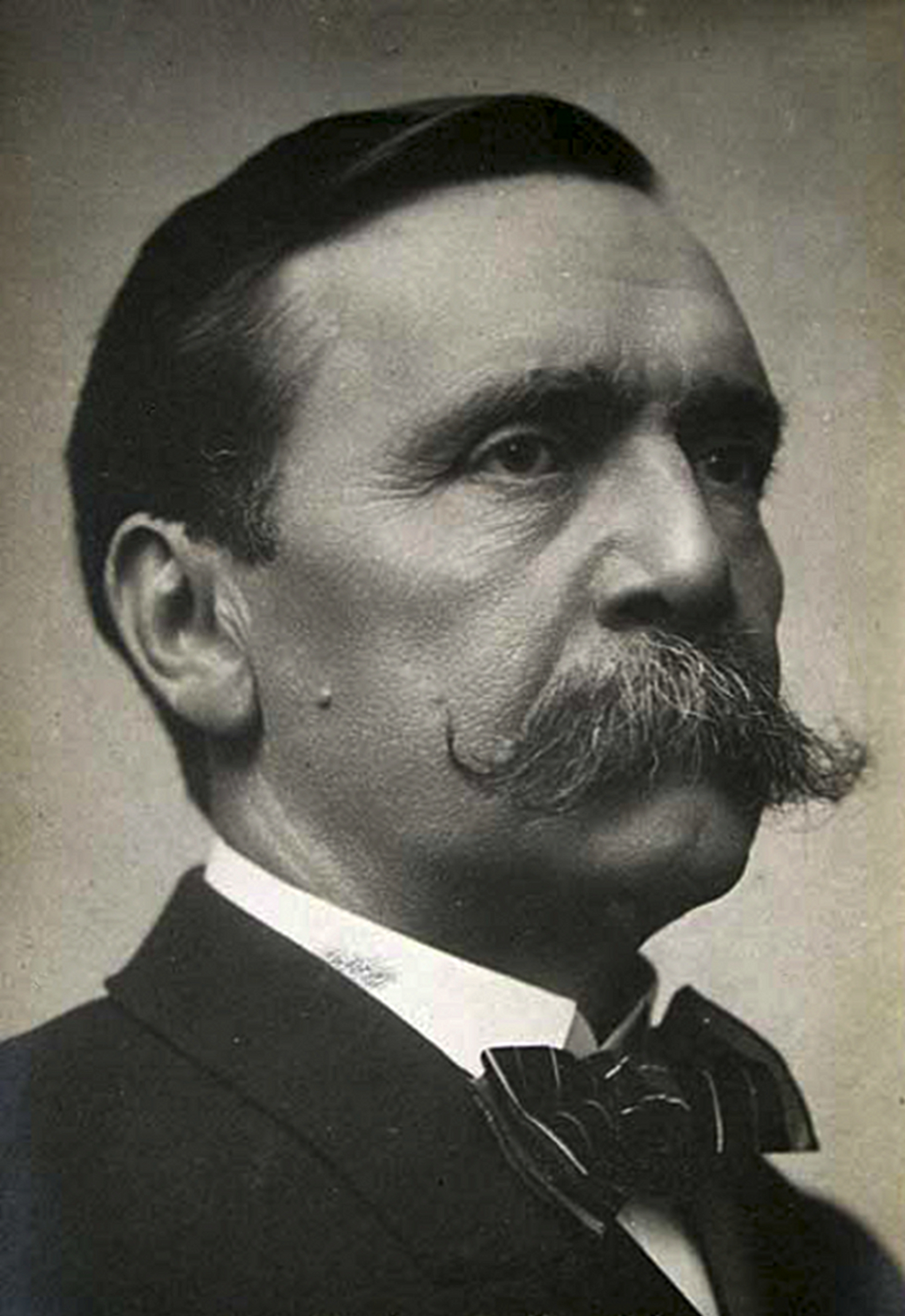
Carlos Pellegrini fue el presidente que piloteó la salida de la crisis de 1890 y años después fue el impulsor de un proyecto para unificar la deuda pública argentina, iniciativa que finalmente no prosperó.

Un nuevo empréstito fue tomado en Londres en 1871 por el equivalente veinte millones de pesos fuertes, que a la vez fueron mal prestados a través del Banco Provincia. En 1896, la deuda externa ascendía a 922 545 000 pesos oro y los intereses que debían remitirse al exterior insumían cerca del 20 % de las arcas del Estado en 1881; un 49 % en 1888 y un 66 % en 1889. Al constante déficit fiscal y comercial que incurría la generación del 80, había que sumar los gastos de la sobredimensionada burocracia argentina. En 1902, la burocracia oficial costaba a la Argentina 6 pesos oro per cápita, contra el 1,20 pesos que costaba en Suiza, 1,0 en Estados Unidos o 2,06 en Inglaterra. En plena crisis de 1892 había 7653 empleados públicos, al año siguiente eran 8 860, y más de la mitad trabajaban en Capital Federal.
En 1890, Argentina estuvo al borde del default. La carga de los servicios de deuda representaba cerca del 50 % de los ingresos fiscales. Carlos Pellegrini decidió que el país debía «honrar sus deudas» para mantener abiertos los mercados externos. La reestructuración se negoció con el titular del Comité de Bancos Ingleses, Lord Rothschild.
El presidente Luis Sáenz Peña, que asumió en 1892, continuó la negociación con los bancos acreedores iniciada por su antecesor Carlos Pellegrini y se comprometió a pagar cada año una suma de 1 565 000 libras al Banco de Inglaterra.
En enero de 1896, el Congreso Nacional autorizó una emisión de bonos de 50 millones de pesos oro al 4 % de interés con amortización del 0,5 %, con el objetivo de pagar todas las cuentas pendientes derivadas de las garantías y rescindir todos los contratos de garantías ferroviarias posibles mediante la negociación. Como resultado de estos esfuerzos del Gobierno argentino, cinco compañías aceptaron abultadas sumas en reemplazo de las garantías estatales y dos fueron compradas, logrando reducirse las posibles demandas por garantías ferroviarias en un 50 %. Después de 1905 no se acordó garantía o subsidio de ninguna clase a las compañías ferroviarias.
Si bien para los primeros años de la década de 1890 la crisis ya había sido resuelta, las inversiones extranjeras no recuperaron el mismo ritmo que habían tenido durante la década anterior. La crisis había afectado tanto a Baring Brothers que las inversiones británicas en la Argentina no se recuperaron hasta 1904. Los préstamos al Gobierno registraron una declinación pronunciada, por lo tanto las inversiones en ferrocarriles, frigoríficos, compañías de tierras y bancos crecieron a un ritmo lento. Sin embargo, esto no afectó al sector agro-ganadero, que experimentó en aquellos años un aumento en los valores y volúmenes de sus exportaciones.
En 1898, el general Julio A. Roca asume su segundo mandato como presidente de la Nación, mientras que su colega político Carlos Pellegrini, asume como senador nacional. Roca le pidió a Pellegrini la elaboración de una iniciativa legislativa para la consolidación de la deuda pública de 392 millones de pesos de oro, en un solo empréstito por 453 millones de pesos de oro. Pellegrini redactó un proyecto de unificación de la deuda pública externa, por medio de un empréstito único al 4 % de interés anual y 0,5 % de amortización a largo plazo y con obligaciones garantidas por las rentas aduaneras. La propuesta obtuvo la media sanción del Senado, pero después de muchos artículos periodísticos y manifestaciones públicas criticando la medida, Roca decide no apoyarla en la Cámara de Diputados, acción que irritó a Pellegrini, a tal punto que provocó un distanciamiento entre ambos en 1901. Roca por su parte argumenta que el ambiente creado en las calles y en la prensa no es el apropiado para infundir confianza entre los inversores.

## SigloXX

### Comienzos de siglo
En el periodo de 1904-1916, que abarca las presidencias de Manuel Quintana, José Figueroa Alcorta, Roque Sáenz Peña y Victorino de La Plaza, continuó el endeudamiento externo a través de la banca británica.
Luego siguió la presidencia de Hipólito Yrigoyen donde la deuda externa aumentó principalmente para financiar el creciente déficit fiscal, generado por la política de contratación de miles de empleados públicos.[cita requerida] Los problemas recrudecen en 1914 debido a las malas cosechas y a la brusca disminución en los precios internacionales de las exportaciones.[cita requerida] El retiro del capital europeo debido a la estrechez financiera precipitaron la crisis. Ya en 1916 la deuda argentina se había elevado a 121 millones de libras.[cita requerida] La decisión del Banco de Inglaterra de incrementar la tasa de interés provocó la reversión del flujo de capitales extranjeros hacia la Argentina y le impidió financiar el déficit en su balanza de pagos. El desequilibrio de la balanza de pagos se profundizó como resultado de la magra cosecha de 1913-1914. A partir de entonces, la economía argentina se deslizó hacia una profunda recesión. Los mecanismos de transmisión de la crisis fueron dos: la salida de oro hacia el extranjero y la caída de las exportaciones primarias. En el marco del patrón oro, dicha fuga provocó una severa reducción del circulante, un incremento de la tasa de interés y una sucesión de quiebras de empresas y negocios. La tasa de desocupación muestra un notable incremento, duplicándose en sólo un año, ya que alcanza en 1914 el 13,7 %, con 321 090 desocupados frente a 2 009 671 de personas ocupadas. En 1915 llega al 14,5 %, en 1916 al 17,7 % y en 1917 toca el 19,4 %, con un total de 445 870 desocupados frente a 1 887 981 personas ocupadas.
La caída de las importaciones y la actividad económica aumentaron el déficit fiscal a niveles inéditos desde la época de Juárez Celman, ya que las finanzas del estado dependían en gran parte de la recaudación aduanera. Entre 1913 y 1917, el PBI se contrajo un 20 %. La caída del PBI per cápita fue aún más importante, pues descendió un 34 % en el mismo período. Esta recesión profunda y prolongada superó incluso la producida durante la Gran Depresión, cuando el PBI per cápita se contrajo un 20 % entre 1929 y 1932. La inversión extranjera desapareció durante la Primera Guerra Mundial para financiar la guerra europea, y no regresó después de la paz.
Con la presidencia de Marcelo T. de Alvear volvió a aumentar significativamente la deuda externa y la influencia británica en las políticas económicas.[cita requerida]
De 1929 a 1938 se suceden los gobiernos de facto de José F. Uriburu y Agustín P. Justo en los que la deuda siguió aumentando.

### Segunda Guerra Mundial (1938-1945)
La creciente producción que genera la Segunda Guerra Mundial en la Argentina crea la necesidad de una entidad financiera que movilice los fondos para el fomento de la industria. Para ellos se crea en 1944 el Banco de Desarrollo Industrial. Rápidamente, durante el Gobierno de Pedro Pablo Ramírez, la entidad se convierte en el principal proveedor de crédito bancario a las empresas industriales en crecimiento, disminuyendo el pedido de préstamos al exterior y logrando superávits financieros utilizados para frenar el aumento de la deuda externa.

### Gobiernos de Juan Domingo Perón (1946-1955)

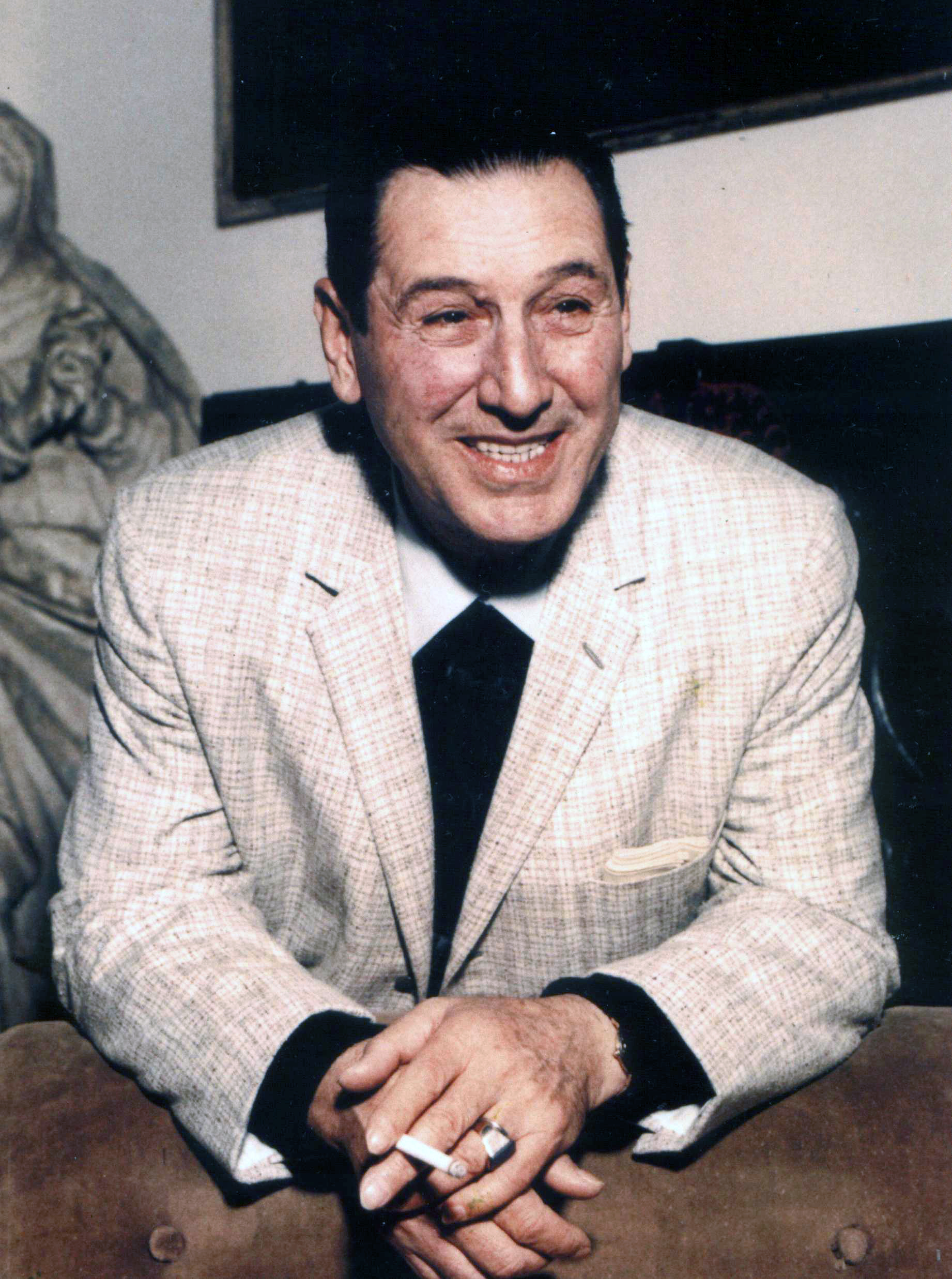
Juan Domingo Perón en 1973. Durante su gestión (1946-1955), Argentina pasó de ser un país deudor (12 500 millones de pesos) a un país acreedor (5000 millones de pesos).

El tema de la deuda externa acompañó cada alocución de Juan Domingo Perón como presidente desde 1946 y fue uno de los puntos centrales del Acta de Independencia Económica consagrada en Tucumán el 9 de julio de 1947 ―como el Acta de independencia, el 9 de julio de 1816, también en Tucumán―. El rescate total de la deuda externa argentina se logró en 1952. El gobierno peronista destacó entonces que el país deudor de 12 500 millones de m$n (pesos moneda nacional) se convirtió en acreedor por más de 5000 millones de m$n.
El período 1947-1951 indica una tendencia a la baja en las tasas de interés ―en consonancia con la estabilidad económica― y una marcada disminución de la deuda externa que se salda completamente en 1952, con el pago de más de 12 000 millones de m$n pertenecientes a las dos últimas cuotas semestrales del empréstito argentino-británico contenido en el convenio Roca-Runciman (1933). Desde la etapa anterior al acuerdo de 1824 con la casa Baring Brothers no había sucedido una situación similar en la historia argentina, que ubicara al país como acreedor, desplazándolo de su posición de deudor.
La gran existencia de divisas en el país al finalizar la Segunda Guerra Mundial en 1945 y el superávit de la balanza comercial entre 1946-1948 se aplicaron a la repatriación de la deuda externa. Así mismo, la deuda interna disminuirá un 17.8 % entre los años 1945-1952.
En 1949, se reforma la Carta orgánica del Banco Central y el crecimiento cada vez más acelerado del mercado interno nacional. En este contexto, la Ley de Inversiones Extranjeras (de 1953) y los acuerdos firmados con la California Standard Oil dieron cuenta de un viraje del Gobierno respecto a la utilidad de los capitales internacionales.
En 1951 en pleno peronismo Argentina paso de deber de 12 500 millones de m$n a ser por primera vez en su historia un país acreedor, por más de 5000 millones de m$n.

### Revolución Libertadora (1955-1958)
Tras el derrocamiento de Perón en el golpe de Estado de 1955, el gobierno dictatorial dirigido por el general Pedro Eugenio Aramburu, adquirió un nuevo préstamo externo. Así se contrata con varios bancos europeos un crédito de 700 millones de dólares, que se suponía podría ser amortizado en el transcurso de un año.
El cambio de la política exterior hacia un alineamiento con los Estados Unidos se conjuga con la incorporación de la Argentina al Fondo Monetario Internacional (FMI) y al Banco Mundial en 1956, al mismo tiempo que se desnacionalizan los depósitos bancarios. La Argentina ingresa por la fuerza en el círculo de endeudamiento e inflación con nuevos créditos para pagar los intereses de préstamos anteriores. Ese mismo año resultó evidente que era imposible para el gobierno militar cancelar el préstamo. Ante esa situación, el ministro de Finanzas francés invitó a los 11 países acreedores de la Argentina a reunirse en París. De esta reunión surgió el Club de París, un foro informal de acreedores oficiales y países deudores. La autodenominada Revolución «Libertadora» se incorpora al FMI en 1956.
En 1958, al concluir la dictadura autodenominada Revolución «Libertadora», la Argentina dejó de ser un país acreedor para volverse deudor, superando los mil millones de dólares de deuda. Mientras que a fines de la Segunda Guerra Mundial, las reservas de oro y divisas acumuladas en el Banco Central superaban en 1300 millones de dólares a la deuda externa, a fines de abril de 1958 era la deuda externa la que superaba en 1100 millones de dólares a las reservas de oro y divisas.

### Gobiernos de Frondizi, Guido e Illia (1958-1966)
En las elecciones de 1958 resultó elegido el radical intransigente, Arturo Frondizi, con el fuerte apoyo del peronismo, que se hallaba proscripto. Según el diagnóstico presidencial, la condición económica heredada tras tres años del régimen militar de la Revolución «Libertadora» era dramática, siendo el principal problema el exceso de gastos sobre la producción nacional, lo que había conducido tanto a déficits comerciales como a un bajo nivel de inversión.
Al caer éste en marzo de 1962, la deuda externa se puede estimar en 1800 millones de dólares; bordeando los 2100 millones de dólares al final del gobierno de facto de José María Guido, en julio de 1963.

#### Primer acuerdo con el FMI
El primer acuerdo con el Fondo Monetario Internacional (FMI) se firma en 1958, durante la presidencia de Arturo Frondizi. Se trataba de un préstamo por 75 millones de dólares destinado a «estabilizar el problema cambiario» y «frenar la inflación». En el partido, dentro del Gobierno y en la opinión pública, había resistencia a aplicar medidas que se contrapusieran a los ideales «desarrollistas» y a las promesas de la campaña electoral. Ciertas medidas inesperadas, como el lanzamiento de la «batalla del petróleo», habían desatado una airada protesta obrera y social en la cual se entrelazaban cuestionamientos ideológicos y de procedimiento que debilitaban la posición del Gobierno frente a los inversores y las Fuerzas Armadas.
El pacto con el FMI firmado por Donato del Carril a instancias de Frondizi tenía cláusulas secretas de implicaban un ajuste estructural, como la reducción del 15 % de los empleos públicos, (con el despido de trabajadores), la paralización total de las obras públicas, la privatización de las empresas estatales, la reducción y venta de los frigoríficos estatales, la clausura masiva de ramales ferroviarios (dentro del marco del Plan Larkin), restricciones en el otorgamiento de créditos, aumento de precios y congelamiento del salario mínimo por dos años, entre otras medidas. Poco después se concretó la venta de 40 empresas estatales, proceso iniciado durante la dictadura de Pedro Eugenio Aramburu.
Dos misiones del FMI estuvieron en la Argentina en agosto y noviembre de 1958. Las primeras evaluaciones fueron muy pesimistas debido a dos razones: por un lado, el Gobierno de Frondizi era políticamente débil. Por otra parte, para los observadores del FMI, en la sociedad argentina no había un consenso favorable a las profundas reformas que debían realizarse. Aun así, a mediados de diciembre los lineamientos del plan y la habitual «Carta de Intención» solicitando oficialmente ayuda al FMI, ya estaban listos.

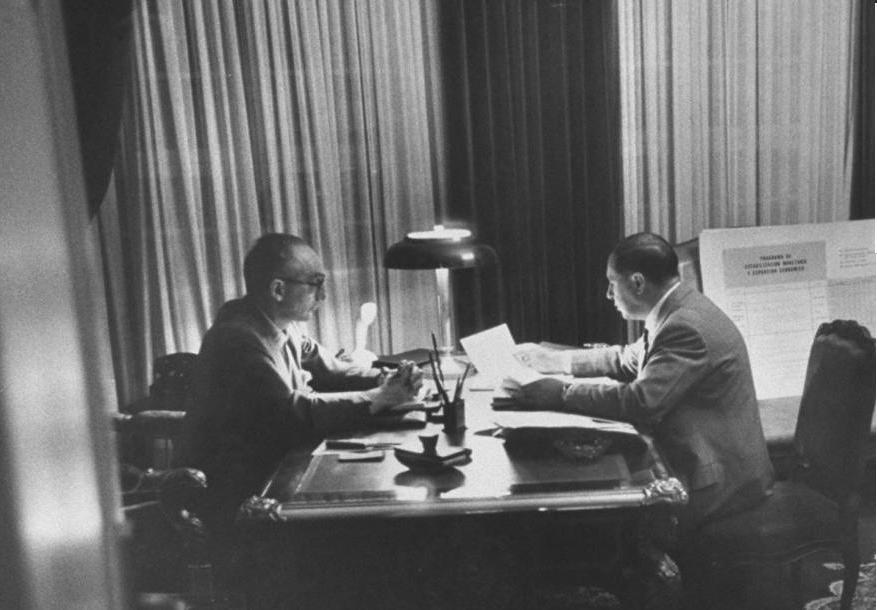
Alsogaray y el presidente Arturo Frondizi (izquierda), quien nombró ministro de Economía bajo presión militar, 1959.

Para acceder a la asistencia solicitada, la Argentina debió modificar su política económica y obtener la convertibilidad a dólares de sus saldos comerciales favorables con los países acreedores europeos nucleados en el Club de París. A pedido del FMI el ministro de Hacienda Álvaro Alsogaray anuncia un plan de ajuste del gasto público que incluye aumento de tarifas y reducción del transporte ferroviario, entre otras medidas. Con este acuerdo y tras la aprobación del programa económico por parte del FMI, los organismos financieros internacionales, un consorcio de bancos privados estadounidenses y el Gobierno de Estados Unidos otorgaron 329 millones de dólares para apuntalar el Plan de Estabilización Económica con el cual se inició una nueva etapa en la política económica del gobierno de Frondizi.
En este contexto Alsogaray debió renunciar en abril de 1961, mientras que Frondizi sería apartado del cargo por un golpe militar en marzo de 1962. Al final de la presidencia de Frondizi la deuda llegaba a 1200 millones de dólares.
La presidencia quedó a cargo de José María Guido, quien lo seguía en la línea sucesoria. Guido volvió a nombrar a Alsogaray al frente del Ministerio de Economía, quien suscribió un nuevo acuerdo «stand by» con el Fondo Monetario Internacional (FMI), que impuso la reducción a cero de los derechos de importación, el incremento de los impuestos sobre el consumo y de las tarifas de los servicios públicos. Se redujeron las retenciones a las exportaciones tradicionales y se redujeron el gasto y la inversión pública. El dólar alcanzó los $ 138 su valor más alto en la historia hasta entonces. La disminución de la actividad económica contrajo la base tributaria, por lo que el déficit estatal no se redujo sino que aumentó. No fue posible pagar las cuentas ni los salarios del sector público, que el ministro de Economía determinó abonar con títulos del «empréstito patriótico forzoso». A mediados de diciembre, una misión enviada para explicar a los acreedores europeos el inminente plan de estabilización reafirmó la intención argentina de seguir cumpliendo con los pagos de su deuda externa en los mismos términos que se habían pactado en 1957 y asegurando el nuevo régimen cambiario y comercial argentino (adoptado a instancias del FMI y del Gobierno de Estados Unidos).
Ese mismo año, diversos vencimientos de deuda y una fuga de capitales ocasionaron una reducción de las reservas que tuvo un importante impacto sobre el crédito del país. Para paliar la situación, el gobierno tuvo que recurrir a un préstamo del Banco Central excediendo el límite convenido con el FMI para poder financiar sus gastos corrientes. Por esto, el Fondo declaró a la Argentina en violación de los acuerdos firmados.
Guido le entrega el poder a Arturo Illia, quien reduce la deuda desde 2000 millones de dólares a 1700 millones de dólares.

### Desde 1966 hasta 1983
En el período militar entre Juan Carlos Onganía y Alejandro Agustín Lanusse (1966-1972) la deuda externa argentina se incrementó desde los 3276 millones de dólares a 4800 millones de dólares, un 46 %. El ministro Krieger Vasena dispuso que la deuda comercial flotante de 700 millones de dólares existente en ese momento, se convirtiera en deuda financiera.
En octubre de 1975, Guido Di Tella, el Secretario de Programación y Coordinación económica del Gobierno de Isabel Perón, envía una carta al FMI solicitando apoyo financiero en medio de la crisis del petróleo. Este préstamo finalmente es aprobado en diciembre del mismo año. Entre los Gobiernos de Héctor José Cámpora, Juan Domingo Perón y María Estela Martínez de Perón (1973-1976) la deuda ascendió de 4870 millones.320 dólares de deuda por cada argentino (per cápita).[cita requerida]
el Proceso de Reorganización Nacional), la cual implementó una política económica neoliberal que llevó directamente tanto a la caída de la actividad industrial como a un incremento de la actividad financiera y el número de bancos operando. Al mismo tiempo, tanto la deuda externa como el nivel de desempleo aumentaron de manera prácticamente exponencial.
En 1977 se promulgó la Ley 21 526 de Entidades Financieras que reformó el sistema financiero, obligando al Estado a dejar de financiarse con préstamos del Banco Central y comenzar a hacerlo con créditos internos y externos, la elevada la tasa de interés, por encima de la internacional, lo cual estimuló el ingreso de capital especulativo dónde los bancos tomaban deuda en el exterior para negocios financieros

#### Dictadura cívico-militar
El FMI había solicitado entre 1976 y 1977 una serie de medidas entre las que figuraban que la Nación solo se podría endeudar con el aval del presidente del Banco Central, Adolfo Diz (exdirector del FMI), y de José Martínez de Hoz (ministro de Economía). Se solicitó además la eliminación de aranceles de importación, la reorganización del sistema financiero, la unificación de la moneda y la liberación del control de movimiento de capitales. Con la excusa de acumular divisas, Diz y Martínez de Hoz produjeron un descontrolado endeudamiento y en 1978 se declaró la inflación. El dólar barato, junto con la baja de aranceles, produjo un aumento de importaciones que afectó a la industria nacional y el crack bancario de los años ochenta fue resultado del mismo dólar barato, con el libre sistema financiero y una garantía estatal de los depósitos, que desataron especulaciones y diversos fraudes financieros.
Durante la última dictadura cívico-militar (1976-1983), la deuda trepó hasta los 45 000 millones de dólares, un 364 %, con lo cual se pasó a tener una deuda per cápita de 1500 dólares. Ese período se caracterizó por su elevado índice de liquidez y sus bajas tasas de interés para préstamos internacionales, lo que propició la llegada de importantes corrientes de capitales a toda América Latina. La política económica durante este período estuvo signada por la apertura del mercado nacional a capitales extranjeros, la reducción del proteccionismo que había imperado en las décadas anteriores y una liberalización del sector bancario. Además se dispuso una «tablita» cambiaria que definía el valor del peso durante los siguientes ocho meses.

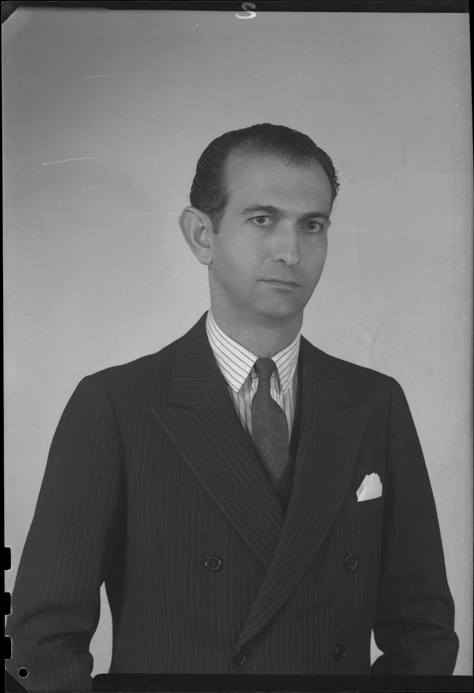
José Martínez de Hoz, ministro de Economía de la Nación (1976-1981).

Esta combinación de medidas permitió el surgimiento de la popularmente conocida «bicicleta financiera», que consistía en aprovechar el diferencial que existía entre las tasas de interés locales e internacionales, factor generado por el retraso de la paridad cambiaria. De este modo, el negocio se basaba en solicitar créditos al exterior, cambiar las divisas ingresadas al tipo de cambio vigente (sobrevaluado), colocar ese dinero en el mercado financiero local (plazos fijos a altas tasas de interés) y finalmente reconvertir esos pesos nuevamente en divisas, lo cual arrojaba cuantiosas ganancias. A diferencia de otros países de la región, que destinaron parte del endeudamiento externo a profundizar sus procesos de industrialización, en la Argentina el crédito internacional se utilizó principalmente con fines especulativos.
Para 1980 el fracaso de la política económica de Martínez de Hoz ya era evidente, a lo cual se sumó un alza en las tasas de interés internacionales. La crisis bancaria estalló en el mes de marzo cuando el Gobierno decidió cerrar el Banco de Intercambio Regional, que por aquel entonces era el mayor de los bancos privados locales. A los pocos días, se dispuso el cierre de otros grandes bancos y la política de liquidación continuó durante todo el año. Esto provocó un pánico generalizado entre los inversores, que se tradujo en un retiro de depósitos bancarios y en una demanda especulativa de divisas. En 1981 finalmente la moneda tuvo que ser devaluada en forma significativa, lo que ponía al borde de la quiebra a los grupos económicos locales y a las empresas trasnacionales que estaban fuertemente endeudadas en dólares. En medio de una profunda crisis económica y una corrida bancaria, el presidente de facto Jorge Rafael Videla y su ministro José Alfredo Martínez de Hoz renuncian, asumiendo Viola. El 29 de marzo de 1981 asume Lorenzo Sigaut, que dispone una nueva devaluación que provocó que el Peso perdiera un 35 % de su valor respecto al dólar, mientras el PBI caía un 6 % interanual. Tras estas medidas iniciales desdobló el mercado cambiario en financiero y comercial, mientras que los precios aumentaron un 155 %, el resultado de estas medidas fue profundizar la recesión con alta inflación.
Ante esta situación, el entonces presidente del Banco Central, Domingo Cavallo, resolvió la implementación de un seguro de cambio para permitir a los deudores privados locales el repago de sus deudas con el exterior. Si bien dicho seguro incluía una tasa de interés, la realidad fue que la inflación y las posteriores devaluaciones terminaron licuando esas deudas, lo que en los hechos, se traducía en una estatización de la deuda externa privada. Este hecho le sumó al Estado compromisos por más de 5000 millones de dólares. Algunas de las empresas beneficiadas fueron (en orden empezando por la que adicionó más deudas):Acindar, Alpargatas, Autopistas Urbanas, Banco de Italia, Celulosa, COGASCO y Pérez Companc, entre otras.
El nuevo presidente del BCRA, Julio González del Solar, quien sucedió a Cavallo, determinó en 17 de noviembre de 1982 mediante la circular A251 del BCRA la directa estatización de unos 17 000 millones de dólares de deuda externa privada que pasó a ser deuda pública. La deuda de diferentes empresas como Alpargatas S.A., Grupo Macri, Banco Francés del Río de la Plata, Banco de Galicia, Bunge y Born S.A., Grafa S.A., Molinos Río de la Plata, Loma Negra S.A, Ledesma,, Pérez Companc S.A., ACINDAR S.A., Ingenio Ledesma, fue transferida al Estado liberando de este modo a las empresas deudoras. Cavallo denunció en ese momento que la estatización de la deuda externa privada había sido consecuencia de las presiones de las empresas que se habían endeudado en dólares.

### Raúl Alfonsín y el regreso de la democracia (1983-1989)
En diciembre de 1983 regresa la democracia al país con la asunción de Raúl Alfonsín. La deuda externa había aumentado un 364 % durante el gobierno militar hasta llegar a los 45 000 millones de dólares, por lo que su pago demandaba el 50 % de las divisas generadas por las exportaciones del país. Alfonsín declaró:

Es imprescindible que se comprenda que el pago de la deuda tiene que estar vinculado a nuestras exportaciones y, por otro lado, estamos convencidos que se necesita una refinanciación a largo plazo y con los años de gracia que corresponda. La Argentina quiere pagar, está dispuesta a pagar, quiere cumplir con sus obligaciones pero también todos debieran advertir de que aquí hay alguna suerte de culpa concurrente.
Raúl Alfonsín

En 1984 el gobierno declaró una moratoria unilateral de la deuda por 180 días mientras intentaba iniciar una renegociación. En mayo de ese año, Alfonsín junto a los presidentes Joao Figueiredo (Brasil), Belisario Betancourt (Colombia) y Miguel de la Madrid (México), hicieron una declaración sobre la imposibilidad de cumplir con los pagos de la deuda externa debido al alza de la tasa de interés internacional y el proteccionismo de los países centrales. En agosto se anunció que se había llegado a un acuerdo con el FMI, que fue finalmente firmado en diciembre de ese año.
El peso de la deuda externa y el desequilibrio macroeconómico resultaron abrumadores, el déficit público fue constante convirtiéndose en un problema grave: 10,5 % en 1984 y 7,7 % al año siguiente. La reducción del déficit se logró con base en reducir la inversión pública, retrasar salarios de estatales y postergar el pago a los proveedores, aspectos que repercutieron de manera desfavorable sobre el resto de la economía. En junio de 1985, el gobierno lanza el Plan Austral, un programa heterodoxo de estalización que funcionó durante los primeros meses pero rápidamente fue perdiendo efectividad.
En febrero de 1986, el gobierno anunció la suspensión de pagos a los acreedores del Club de París. En ese momento la deuda con estos países ascendía a 6 mil millones de dólares. En febrero de 1987, la Argentina logró un acuerdo stand by con el FMI. A los dos acuerdos de este tipo celebrados con el Fondo se le suman otros dos acuerdos compensatorios por caída de exportaciones (1987 y 1988). En abril de 1988, Argentina entró en moratoria del pago de su deuda externa.
En 1989 se desató la hiperinflación. Durante ese año el gasto público representó el 35.6 % del PBI y el déficit fiscal ascendió al 7.6 % del PBI. De diciembre a diciembre la inflación alcanzó el 3079 %.
Durante el gobierno de Alfonsín la deuda llegó a los 58 700 millones de dólares, subiendo un 44 %.

### Gobiernos de Carlos Menem (1989-1999)
La profunda recesión que atravesó el país durante los años ochenta prácticamente inhibió cualquier posibilidad de hacer frente a los pagos. Así fue que en 1988 se resolvió suspender todo tipo de reintegro, lo que provocó que se acumularan atrasos por unos 6000 millones de dólares.
En abril de 1990 se restablecieron los pagos de la deuda, aunque de manera parcial, a razón de 40 millones de dólares mensuales, cifra que se incrementó levemente a partir de 1991. Cuando Domingo Cavallo asumió como ministro de Economía en enero de ese año, la deuda era ya de 61 400 millones de dólares. El restablecimiento pleno de los pagos se concretó recién en 1993, tras la puesta en marcha del ya mencionado Plan Brady, como solución definitiva al problema de la deuda.
Con respecto a la evolución de la deuda, Domingo Cavallo declaró:

Dado que se prevé que la deuda pública bruta externa se estabilice en torno a los 46 000 millones de dólares, para comenzar a reducirse hacia 1997, hacia el año 2000 es posible proyectar una relación deuda bruta/PBI del orden del 15,4 %. Hacia fin de siglo, la deuda pública será insignificante
Domingo Cavallo, 1993

Sin embargo, durante los años siguientes se produjo un aumento del endeudamiento. En la década del gobierno de Carlos Saúl Menem la deuda externa se elevó un 123 %, con 146 219 millones de dólares.

#### Aumento del endeudamiento
Al 31 de diciembre de 1995 la deuda del Estado nacional era de 87 091 millones y para cuando Domingo Cavallo fue reemplazado por Roque Fernández, en julio de 1996, la misma ya se había elevado a 90 472 millones. Ni los 23 948 millones de dólares (11 441 millones en efectivo y 12 508 millones en rescate de títulos públicos) recaudados por el Gobierno durante aquellos años a través de las privatizaciones habían logrado revertir el crecimiento de la deuda.
La cuestión de la cuenta corriente era de vital importancia para sostener a la Convertibilidad, ya que mientras hubiese superávit o al menos un equilibrio en las cuentas, el sistema se autosustentaría. La fuerte demanda de divisas para importaciones provocada por el atraso cambiario y la apertura de la economía se había compensado inicialmente gracias a una fuerte repatriación de capitales y al proceso de privatizaciones. Sin embargo, a mediados de la década se inició una nueva fuga de depósitos locales hacia el exterior y tras varios años de fuertes inversiones los conglomerados internacionales comenzaron a girar utilidades y dividendos hacia sus casas matrices. Además, muchas empresas habían aprovechado el contexto internacional favorable para endeudarse, ya fuera emitiendo de obligaciones negociables (ON) con el exterior o a través de préstamos bancarios directos, todos estos factores provocaron una mayor presión sobre la balanza de pagos, que se volvió deficitaria. Para cubrir esta brecha la única opción del sector público era endeudarse en moneda extranjera, por lo tanto, el desequilibrio externo del sector privado debió ser compensado por el propio Estado, lo que a su vez condujo a un crecimiento en la carga de intereses dentro del gasto público.

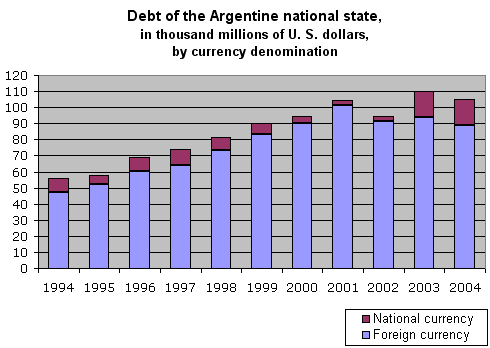
Deuda argentina 1994-2004. Expresada en millardos (miles de millones) de dólares, y azul para la deuda externa.

Al observar las estadísticas, se deduce que el gasto destinado al funcionamiento del Estado siempre se mantuvo relativamente estable (entre 1993 y 2001 pasó del 6.2 % al 6.4 % del PBI), mientras que el gasto público social creció muy levemente, del 20.3 % en 1993 al 21.8 % en el 2001. En contrapartida, los intereses que el Estado debía abonar por sus deudas, habían crecido significativamente del 1.8 % al 5.3 % del PBI entre 1993 y 2001.
Por lo tanto, el origen del déficit estaba en la carga de intereses de la deuda que se había elevado considerablemente, aunque el ministro Cavallo prefirió realizar ajustes por el lado de los gastos de funcionamiento del Estado y los servicios sociales.

## SigloXXI

### De la Rúa y la crisis de la convertibilidad (1999-2001)
Argentina se encontraba atravesando una grave crisis económica, las 2/3 partes de los contratos entre particulares (del país) se realizaban en dólares y no existía una reserva suficiente de dólares para entregar. La sociedad argentina no quería abandonar la convertibilidad del peso y el gobierno de Menem se había adeudado para mantener la paridad económica. La deuda externa llegaba a 146 000 000 000 USD en noviembre de 1999 y el país tenía una población cerca de 36 millones de habitantes, de los que el 32 % se encontraba bajo la línea de pobreza y a esto se le sumaba un 16 % de desempleo.
Fernando de la Rúa optó por mantener la convertibilidad e impulsar una fuerte reducción del gasto público primario y aplicaron diversas medidas para favorecer las exportaciones y proteger a la industria nacional. El ministro de Economía, José Luis Machinea, decidió encarar inmediatamente un programa de ajuste fiscal avalado por el FMI. Sus sucesores en el cargo, Ricardo López Muphy y Domingo Cavallo, continuaron las medidas de reducción del gasto público, aumento de impuestos e incremento del endeudamiento.

#### Blindaje financiero

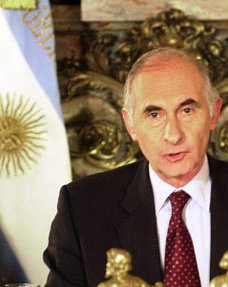
El presidente Fernando de la Rúa debió enfrentar un contexto económico sumamente desfavorable para la economía argentina.

En octubre de 2000, se produce la renuncia del Vicepresidente Carlos Álvarez, disconforme con hechos de corrupción que estaba llevando adelante el propio Gobierno. Esta crisis institucional provocó una primera salida de depósitos del sistema bancario que ascendió a 789 millones de pesos en octubre y a 1038 millones en noviembre de 2000.
A comienzos del mes de noviembre, el país negoció con el FMI un multimillonario blindaje financiero, con aportes del BID, del Banco Mundial, del Gobierno de España (el mayor inversor extranjero de la Argentina) y de un grupo de bancos privados que operaba en el país. El «blindaje financiero» finalmente se aprobó en el mes de diciembre del 2000 y alcanzó una suma cercana a los 38 000 millones de dólares con un interés del 8 % anual , sin embargo, para otorgarlo, el FMI impuso una serie de condiciones: el congelamiento del gasto público primario a nivel nacional y provincial por cinco años, la reducción del déficit fiscal y la reforma del sistema previsional, para elevar a 65 años la edad jubilatoria de las mujeres.
El desembolso de los fondos se realizaría en forma escalonada, durante dos años, con el monitoreo del FMI sobre la marcha de las cuentas públicas. El único destino de ese dinero sería el pago de deudas, para aumentar la confianza de los inversores y, en consecuencia, bajar el costo del financiamiento para el Gobierno y el sector privado.
Sin embargo, el «blindaje» solo permitió revertir el retiro de depósitos hasta marzo de 2001 debido a una persistente fuga de divisas. A principios de ese mes comenzaron a circular evidencias de que Argentina no lograría cumplir con las metas de gasto público y déficit fiscal comprometidas con el FMI, con lo cual peligraban los futuros desembolsos. Los rumores de Default se reiniciaron y con ellos la salida de depósitos: a lo largo del mes de marzo se produjo una fuga de depósitos de 5543 millones de pesos/dólares, la mayor salida mensual de depósitos de toda la historia Argentina. 

#### Megacanje
Cavallo creó el megacanje: un mecanismo mediante el cual Argentina (que no podía pagar la deuda) cambió títulos, con tasas de interés del 5 %, por otros con una «mejor financiación» a largo plazo. Lo cierto es que los nuevos títulos tenían un interés del 18 % pero resultaba práctico porque se buscaba más tiempo, esto generó una grave pérdida de competitividad de la Argentina.
El gobierno de De la Rúa terminó en diciembre de 2001 en medio de una crisis política, social y económica que desembocó en la devaluación de la moneda al año siguiente. Al final de su gobierno la deuda externa ascendía a 144 000 millones de dólares.

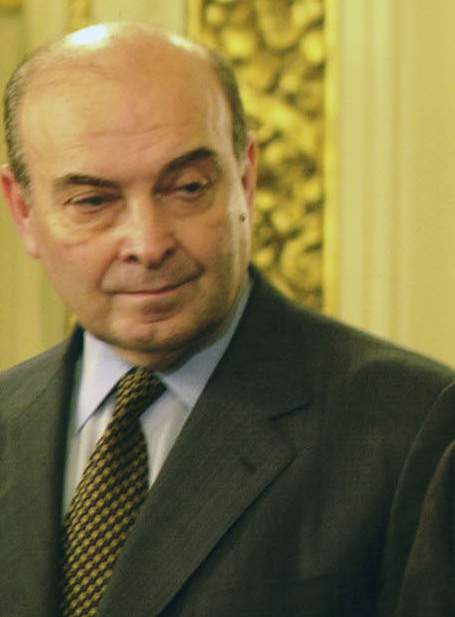
Domingo Cavallo, exministro de Economía de Menem, fue designado en marzo de 2001 Ministro de Economía de De la Rúa. Fue procesado por el Megacanje. Su decisión de imponer el Corralito fue uno de los antecedentes directos del estallido social. Renunció en pleno estallido, en la madrugada del 20 de diciembre.

Durante el año 2006 el juez Jorge Ballestero procesó a Fernando de la Rúa, Domingo Cavallo y varios miembros de su equipo por el Megacanje. En 2012, el juez federal Martínez de Giorgi pidió una orden de captura internacional sobre David Mulford, exsecretario del Tesoro de Estados Unidos, al declararlo en rebeldía por ignorar varias citaciones a indagatoria.

### Gobierno de transición: default y devaluación (2002)

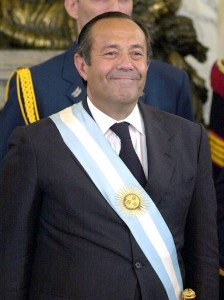
Adolfo Rodríguez Saá, presidente de la Nación durante la última semana de 2001. Durante su breve gestión se declaró el default de la deuda externa.

La Asamblea Legislativa convocada por el senador Ramón Puerta (en ejercicio de la presidencia nacional) eligió como presidente de la Nación al entonces gobernador de San Luis, Adolfo Rodríguez Saá, para un período transitorio de 90 días, tras el cual se convocaría a elecciones presidenciales.
Rodríguez Saá asumió la presidencia el domingo 23 de diciembre de 2001. Al día siguiente la Argentina debía afrontar dos vencimientos de deuda: uno de 13 millones de dólares con el Fondo Monetario Internacional (FMI) y otro por 4.3 millones de dólares en eurobonos. Luego de jurar, Rodríguez Saá dio un discurso entusiasta:

«Vamos a tomar el toro por las astas (...) en primer lugar, anuncio que el Estado argentino suspenderá el pago de la deuda externa»

Esa misma noche el ya presidente Rodríguez Saá aclaró: «Esto no significa el repudio de la deuda externa ni una actitud fundamentalista. Muy por el contrario, se trata del primer acto de Gobierno, que tiene carácter racional para darle al tema de la deuda externa el tratamiento correcto». Mientras tanto, Martín Redrado de la Fundación Capital se manifestó a favor, aclarando que «la Argentina no podía pagar la deuda».
Más allá de los vencimientos del 24 de diciembre, el país debía afrontar el día 28 otro pago por 504.2 millones de dólares, en concepto de letes (letras del tesoro). Además de compromisos que vencían en enero de 2002, por un total de 553 millones de dólares, de los cuales 136 millones correspondían a pagos de capital y 417 millones a intereses de la deuda.
La deuda pública ascendía entonces a 132 143 millones de dólares y los títulos públicos representaban el 72.2 % del total. Al momento de declararse el default, los principales acreedores del país eran argentinos tenedores de bonos, que los habían adquirido principalmente a través de los fondos de jubilación y pensión que administraban las AFJP. Estos papeles estaban repartidos por gran parte del mundo, en posesión de pequeños, medianos y grandes ahorristas privados. La mayor parte de los títulos estaban emitidos en dólares (72 %) y euros (18 %), aunque también había papeles en pesos argentinos, libras esterlinas, francos suizos, yenes japoneses y en monedas más exóticas como las coronas danesas y suecas, el dólar canadiense y el dinar kuwaití.
El ya exministro Domingo Cavallo declaró:

Toda la crónica periodística y las opiniones emitidas durante esos días por el periodista Marcelo Bonelli, que desde mucho tiempo atrás reflejaba el pensamiento de los principales dirigentes de la Unión Industrial Argentina, me terminaron de convencer de que lo que estaba ocurriendo era un quiebre institucional destinado a subvertir toda la organización económica del país, que no se limitaba a la cesación de pagos anunciada por el Dr. Rodríguez Saa.
Domingo Cavallo

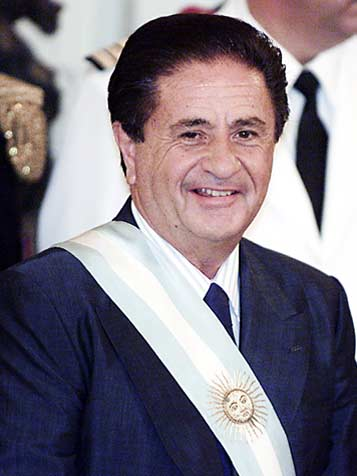
Eduardo Duhalde, presidente de la Nación durante el 2002.

Sin el apoyo partidario y asediado por protestas,[cita requerida] Rodríguez Saá presentó su renuncia el 30 de diciembre de 2001, a solo una semana de asumir el cargo. La Asamblea legislativa designó a Eduardo Duhalde como presidente interino, quien asumió el 2 de enero de 2002. La medida central del Gobierno de Eduardo Duhalde sería la salida del plan de convertibilidad, que regía desde 1991 y que había mantenido la paridad uno a uno entre el peso y el dólar.
Con respecto a la deuda pública, Eduardo Duhalde mantuvo la decisión de su predecesor Adolfo Rodríguez Saá de suspender transitoriamente los pagos de intereses y capital. Solo se pagarían 3500 millones de intereses de la deuda en manos de acreedores locales, en línea con lo que se había acordado en el último canje de bonos, que incluía un período de gracia de dos años. En cambio, a los acreedores externos se les ofrecería una renegociación en condiciones más favorables para la Argentina, con el compromiso de empezar a pagar más adelante, una vez que la economía empezara a crecer. Poco después, por Decreto 471/2002 de Necesidad y Urgencia del 13 de marzo de 2002 también se «pesificó» la deuda pública nacional, provincial y municipal regida por ley argentina a $1,40 por cada dólar. Duhalde ―que en vísperas de la asunción presidencial había expresado su temor a que se produjera una «guerra civil» en Argentina― empezó por reconocer que el país estaba «quebrado» y «fundido», y anunció un Gobierno de unidad nacional con la triple misión de «reconstruir la autoridad política e institucional, garantizar la paz social y sentar las bases para el cambio del modelo económico y social».
Mientras tanto, el nuevo Gobierno buscó infructuosamente llegar a un nuevo acuerdo con el FMI para conseguir ayuda económica y respaldo político para renegociar la deuda externa. El crecimiento de la deuda externa fue debido a la «pesificación asimétrica». Eduardo Duhalde anunció la pesificación de los depósitos bancarios en dólares a un valor de 1,40 por cada dólar, en cambio, los préstamos y créditos otorgados tuvieron una tasa de cambio de 1 a 1. Ello fue lo que aumentó la deuda externa en unos 47 000 millones de dólares.

### Gobiernos de Néstor Kirchner y Cristina Fernández de Kirchner

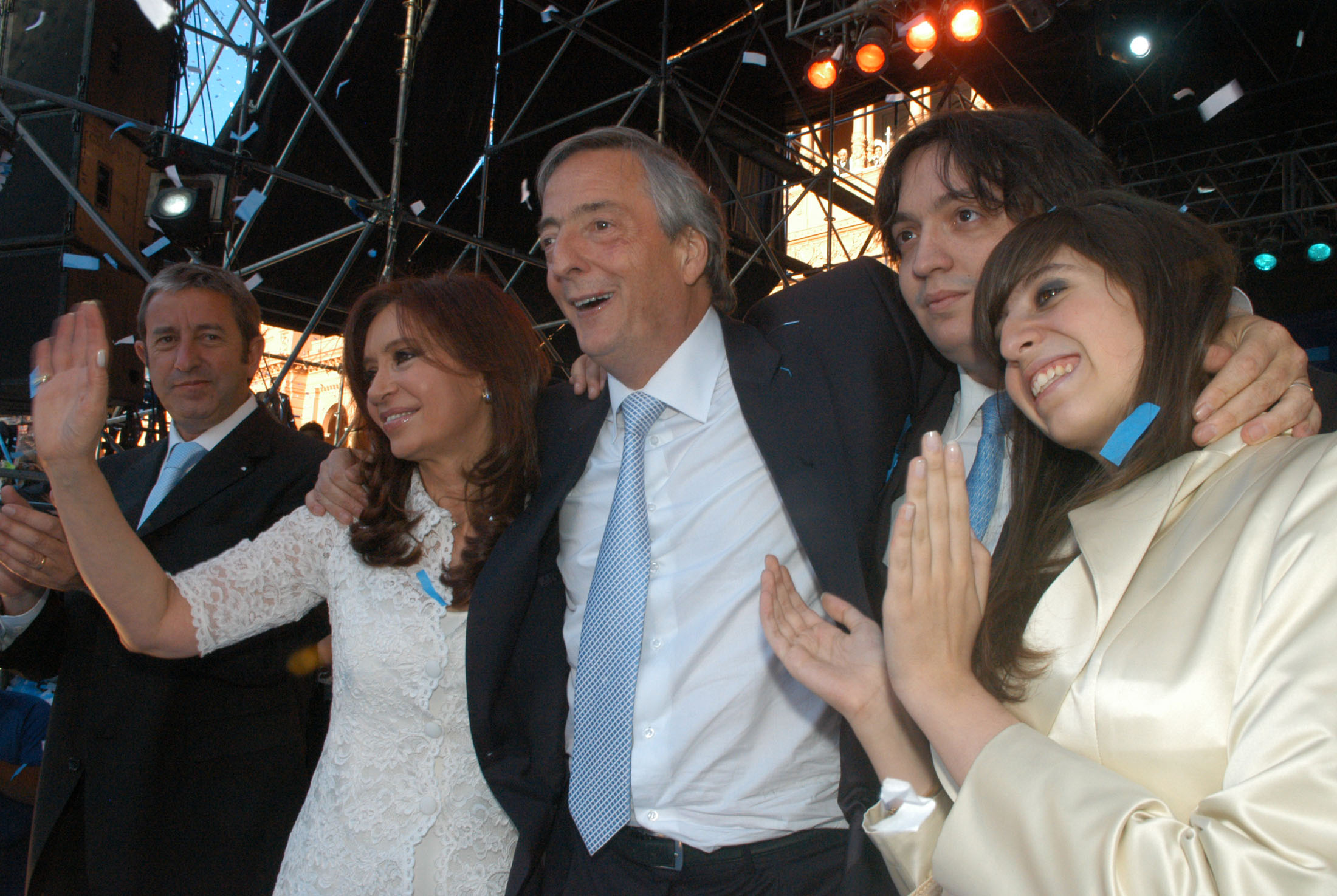
Néstor Kirchner (2003-2007) y Cristina Fernández de Kirchner (2007-2015), presidentes de la Nación Argentina. En la foto se encuentran acompañados por sus hijos, Florencia y Máximo.

Durante los gobiernos de Néstor Kirchner (2003-2007) y Cristina Fernández de Kirchner (2007-2015) se llevaron adelante dos canjes de deuda, en 2005 y 2010, y se canceló la totalidad de la deuda que el país tenía con el FMI. La deuda externa en términos absolutos pasó de 178 000 millones USD en 2003 a 250 000 millones USD en 2014. Sin embargo, los economistas coinciden en que el desendeudamiento debe medirse como deuda / PBI. Utilizando este criterio, y según datos del FMI, la Argentina experimentó entre 2003 y 2013 una reducción del 73 % de su deuda externa respecto al Producto Bruto Interno y resultó ser el país con mayor nivel de desendeudamiento del mundo.
El 3 de agosto de 2012 el Gobierno nacional pagó los 2197 millones de dólares correspondientes la última cuota de intereses del BODEN 2012 que había sido emitido en el año 2002 para compensar a los ahorristas por los depósitos confiscados durante el corralito financiero. De esta manera se terminaba con el «corralito» impuesto tras la crisis de 2001.
En el año 2014 la deuda externa de Argentina subió un 4.5 % por la emisión realizada para el pago de la indemnización por la nacionalización de YPF. En el primer trimestre del año 2015, la deuda externa de Argentina sube un 5.9 % con respecto al mismo período del año anterior. (En caso de sumársele a la deuda del sector público las deudas del sector privado se alcanzarían los 145 931 millones USD).
Un aspecto importante de la política de endeudamiento de los gobiernos kirchneristas fue el cambio en la composición de la deuda, privilegiándose los títulos en pesos financiados por organismos públicos (el Banco Central, la Ansés y el Banco Nación). Para 2011 el 52.2 % de la deuda se encontraba en manos de estos acreedores públicos, mientras que el 10.4 % pertenecía a organismos internacionales como el Banco Mundial, el 3.4 % al Club de París y el 33.4 % restante al sector privado. Para 2012 la deuda pública en manos de acreedores del sector privado y de organismos multilaterales de crédito equivalía al 18,8 % del PIB, mientras que el resto era deuda intra sector público.
En 2015 Argentina contaba con 251 000 millones de dólares en activos externos, de los cuales 46 000 millones eran reservas internacionales, lo que supone una posición acreedora neta de 52 000 millones (+11 % sobre el PBI). Desde el principio hasta el final de ese año, la deuda se incrementó en 18 300 millones de dólares. Ese mismo año según un informe del banco JP Morgan, las empresas y los hogares argentinos poseen un 15,4 % de deuda sobre el PBI, uno de los niveles más bajos del mundo.

#### Reestructuración de la deuda y canjes
Durante 2003, el Gobierno de Néstor Kirchner logró negociar una reprogramación de las obligaciones con los organismos financieros multilaterales (Fondo Monetario Internacional, Banco Mundial, Banco Interamericano de Desarrollo y otros menores) en lo que se llamó el canje de la deuda argentina. A fines de 2004, la deuda externa total alcanzaba los 178 000 millones de dólares. Sin embargo, quedaban aún en default 81 800 millones de dólares en títulos en manos de acreedores privados.
Para octubre de 2012 ya se habían pagado más de 270 000 millones de dólares, la deuda había descendido a 141 803 millones. En 2013 aún tiene entre 8000 y 10 000 millones de dólares de bonos en default. reduciéndose el peso de la deuda externa del 153.6 % al 34.7 % del PBI.
En el primer trimestre de 2013 la deuda cayó 2159 millones de dólares, bajando hasta 139 137 millones de dólares.

##### Primer canje (2005)

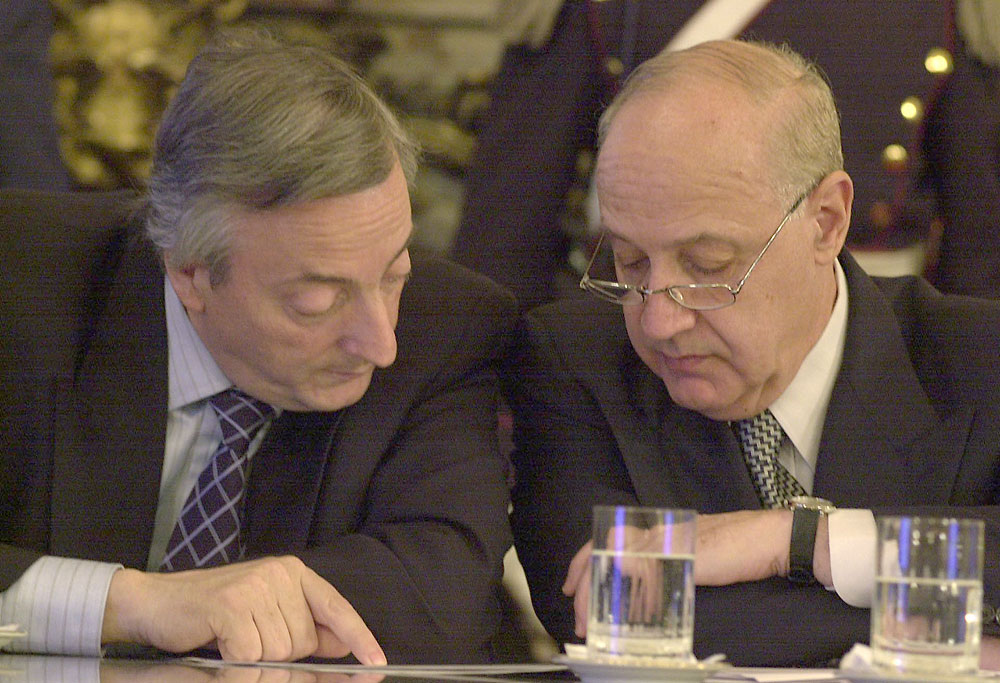
Néstor Kirchner (presidente de la República) y Roberto Lavagna (ministro de Economía).

El 22 de septiembre de 2003, el presidente Néstor Kirchner propuso una quita promedio del 75 % del valor de la deuda con los tenedores de bonos argentinos, que ascendía a 94 302 millones de dólares. Según la propuesta presentada por Roberto Lavagna (ministro de Economía) y Guillermo Nielsen (secretario de Finanzas), los acreedores privados podrían escoger entre tres bonos:
- el bono Par (con mayores plazos de vencimiento y sin reducción o con una pequeña reducción de su valor de capital);
- el bono C (que requeriría un aporte de fondos); y
- el bono Descuento (con una reducción del valor nominal).

Los nuevos títulos se podrían consolidar en dólares, euros, yenes o pesos indexados.
El plan de reestructuración no incluía a la deuda emitida después del default, entre ella los distintos tipos de BODEN. Estos bonos habían sido entregados a jubilados, trabajadores estatales y a ahorristas que habían aceptado esos bonos a cambio de los depósitos que estaban retenidos por el «corralito» bancario.
Sin embargo, esta propuesta inicial fue rechazada por los bonistas locales.
El 1 de junio de 2004 el Gobierno anunció la «Propuesta de Buenos Aires» para reestructurar los pagos de la deuda. El 14 de enero de 2005 se lanzó oficialmente la operación de canje de la deuda en default.
A cambio de los títulos en mora, el Gobierno argentino ofrecía tres nuevos bonos:
- el bono Par (que no implicaba quita del capital original adeudado) pagaría un interés inicial del 1.33 % que subiría progresivamente hasta alcanzar el 5.25 % a los 25 años de su emisión, y tendría un plazo de 33 años (vencimiento año 2038);
- el bono Cuasi Par (que incluía una reducción del 30.1 % del capital) pagaría un interés del 3.31 % más un coeficiente ligado al índice de precios al consumidor y tendría un plazo de 30 años; y
- el bono Descuento (que implicaría una quita del 66.3 %) pagaría el mayor interés, 8.28 %, y tendría un plazo de 28 años (con vencimiento en el año 2033).

Los bonos ofrecían además una compensación adicional, ligada al crecimiento del producto interno bruto. El plazo para la recepción de las expresiones de interés finalizó el 25 de febrero de 2005; el nivel de aceptación alcanzado permitió renegociar aproximadamente el 76.15 % del monto adeudado. Se reestructuraron deudas por un valor equivalente a 62 500 millones de dólares de valor nominal, canjeadas por nuevos títulos por un valor nominal equivalente a 35 300 millones de dólares (15 000 millones en títulos Par, 11.9 000 millones en títulos Discount, y 24.3 000 millones de pesos argentinos en títulos Cuasi Par); además, como consecuencia de la reestructuración, el componente en pesos de la deuda pasó del 3 al 37 %.
Los principales acreedores de los títulos en mora eran argentinos, con 38.4 % del total. Después se ubicaban los italianos con el 15.6 %, los suizos con el 10.3 % y los estadounidenses, con el 9.1 %. Por el monto y la cantidad de títulos involucrados (152 bonos distintos emitidos originalmente en dólares, euros, yenes, francos suizos, libras esterlinas y pesos argentinos), se consideraba que esta era la operación más importante de la historia financiera mundial.
El 9 de febrero de 2005 el Congreso sancionó la ley 26.017 o «Ley Cerrojo», prohibiendo al Poder Ejecutivo reabrir el proceso de canje, lo que implicaba que la oferta no podía ser modificada o mejorada y de efectuar cualquier transacción judicial, extrajudicial o privada respecto de los bonos sujetos al canje.

##### Reapertura del canje (2010)
En septiembre de 2008 la presidente Cristina Fernández de Kirchner anunció un encuentro en Nueva York con el Council of Foreign Relations, tras lo cual informó que en conjunto con tres bancos se estudiaba la posibilidad de resolver la deuda con los acreedores que no habían ingresado en el canje de 2005.
El 3 de agosto de 2009 el Gobierno pagó el Boden 2012 por 2251 millones de dólares
El entonces ministro de economía, Amado Boudou expresó: «Con nuevas medidas que se irán tomando en los próximos meses, la Argentina estaría en condiciones de volver a los mercados internacionales de crédito hacia fin de año».

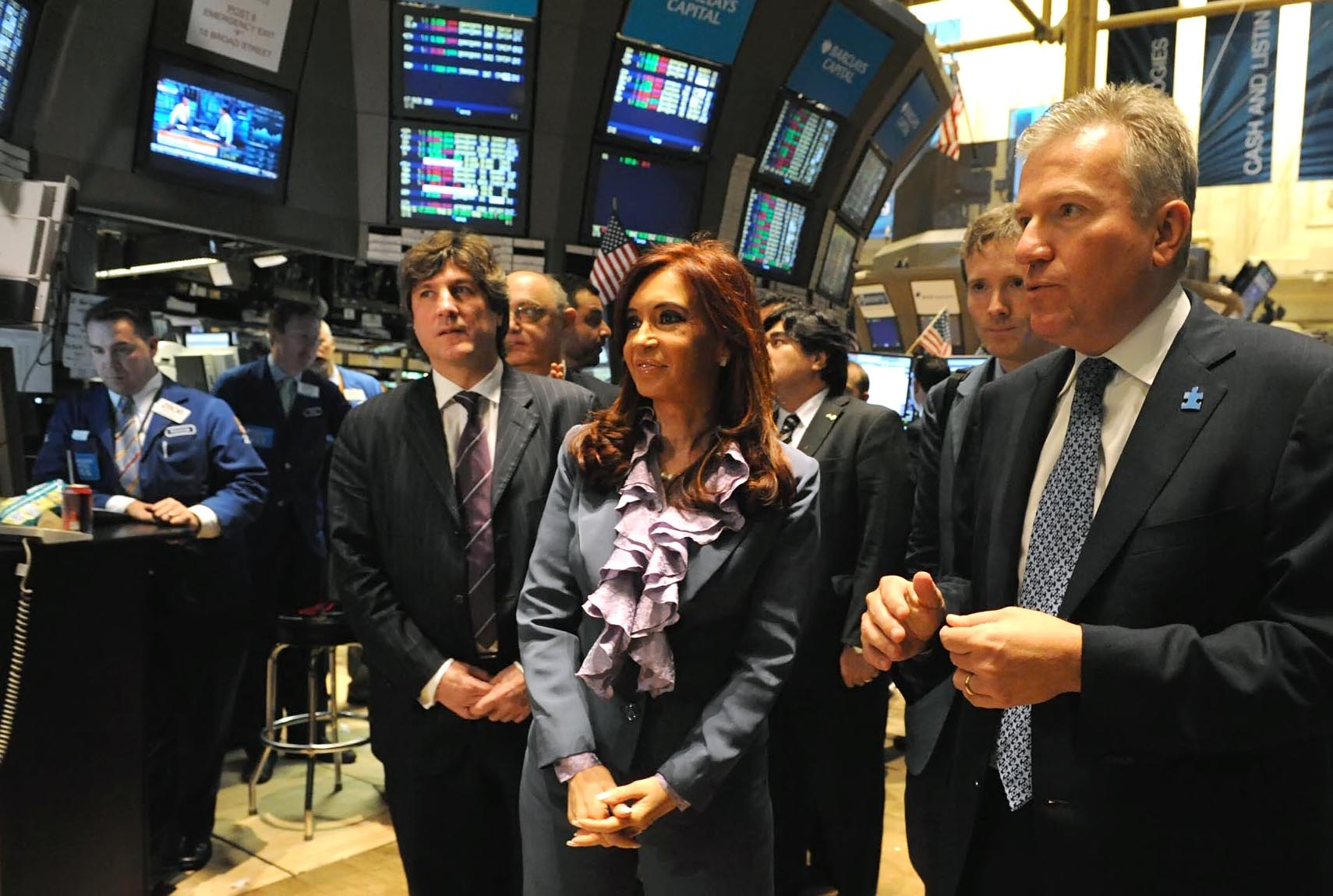
La presidenta Cristina Fernández de Kirchner junto a Amado Boudou, el entonces titular de la Ansés (Administración Nacional de Seguridad Social), luego ministro de Economía y vicepresidente de la Nación.

En octubre de 2009 el ministro de economía Amado Boudou anunció la reapertura del canje de 20 000 millones de dólares de deuda para los holdouts, que son aquellos que no aceptaron la propuesta de reestructuración en 2005.
El 15 de abril de 2010 el ministro Amado Boudou lanzó el nuevo canje de la deuda. Con una quita del 66.3 % a los inversores institucionales y para los restantes la quita rondaba el 50 %. La oferta final indicaba que Argentina terminaría pagando 10 500 millones de dólares en lugar de los 20 000 millones de dólares que se adeudaban. La oferta se distribuyó del siguiente modo:
Para ambos tipos de inversores habría un cupón PBI, atado al crecimiento de la economía.
El nivel de adhesión al canje se ubicó por encima del 97 % de los acreedores.
- Inversores institucionales: recibieron un bono discount con una rebaja del 66.3 % en la deuda original y además, un bono Global, por los intereses a la fecha con una tasa de interés del 8.75 %. La totalidad de la suma sería pagada en 2017.
- Inversores individuales: recibieron un bono par sin ninguna quita.[110]

A mediados de junio del 2010 la presidente anunciaba un plan de desendeudamiento para las provincias de Tucumán, Buenos Aires y Chaco.
En marzo de 2010 se creó el «Fondo del Bicentenario para el Desendeudamiento» disponía del uso de 6569 millones de dólares del Banco Central de la República Argentina para pagar la deuda externa y reducir los intereses del financiamiento externo. En marzo de 2010 se firmó el decreto 298, que establecía mediante el DNU 2010/09, el «Fondo del Bicentenario para el Desendeudamiento» disponía del uso de 6569 millones de dólares del Banco Central de la República Argentina para pagar la deuda externa y reducir los intereses del financiamiento externo. El año 2010 finalizó con una reducción del peso de la deuda externa del 153.6 % en 2003 al 34.7 % del PBI.
Martín Redrado, presidente de la entidad, el 7 de enero de 2010 fue denunciado por «incumplimiento de los deberes de funcionarios público». presentó la renuncia el 29 de enero. A principios de agosto de 2007 la República Bolivariana de Venezuela, compró 400 millones de dólares en bonos argentinos a una tasa del 10.6 % para la construcción de una planta regasificadora. A fines de 2011, el Gobierno nombró a Mario Blejer, una figura muy respetada tanto en el ámbito político como en el círculo financiero internacional, fue nombrado presidente del BCRA, luego fue reemplazado por la presidenta del Banco Nación, Mercedes Marcó del Pont.

#### Cancelación de deuda con FMI y gobierno de España (2006)
En un discurso ante la Asamblea General de las Naciones Unidas en 2004, el entonces presidente Néstor Kirchner dijo:

Se hace necesario un urgente, fuerte y estructural rediseño del FMI para que pueda prevenir crisis y ayudar a su solución, cambiando el rumbo que lo llevó de prestamista de fomento a acreedor con demanda de privilegios.
Néstor Kirchner

El 3 de enero de 2006, la Argentina dejó de tener deudas con el Fondo Monetario Internacional (FMI) concretando un pago anticipado de 9530 millones de dólares, un pasivo contraído entre enero y septiembre de 2001, con vencimientos programados hasta el 2009.
Después del traumático año 2002, todos los índices eran favorables al Gobierno: estabilidad cambiaria ($ 3 a 1 USD), crecimiento continuo en las reservas internacionales, baja en los indicadores de desempleo y pobreza, etc. Las reservas del BCRA finalizaron ese año con un aumento de 4000 millones de dólares. Es decir, de 28 078 millones de dólares, las reservas del Banco Central descendieron a 18 580 millones y finalizaron el año con 32 037 millones.
El 31 de enero de 2007 los Gobiernos de Argentina y España firmaron un acuerdo de reestructuración de la deuda, asociada al préstamo que España realizó en marzo de 2001, durante la XVI Cumbre Iberoamericana. La deuda ascendía a 982.5 millones de dólares y serían pagados en un plazo de 6 años y una tasa LIBOR de +140 puntos básicos.

#### Acuerdo con el Club de París (2014)
En enero del año 2011 el monto adeudado con el Club de París rondaba los 9000 millones de dólares. Hernán Lorenzino, el secretario de Finanzas, junto con Amado Boudou encabezaban la comitiva, pero no se logró cerrar las negociaciones. Alrededor de la mitad de los compromisos impagos eran previos a 1983, fundamentalmente tomados entre la dictadura militar de Aramburu y la última dictadura cívico-militar (1976-1983). El 9 % de la deuda fue tomada durante el Gobierno de Raúl Alfonsín, mientras que el 42 % restante se asumió durante los mandatos de Carlos Menem y Fernando de la Rúa. Desde entonces Argentina realizó ocho intentos de renegociaciones hasta finalmente alcanzar este acuerdo.
El 29 de mayo de 2014, el gobierno de Cristina Fernández de Kirchner consiguen un acuerdo para saldar la deuda con el Club de París en un plazo de cinco años. Axel Kicillof encabezó la delegación argentina, de la que también tomaron parte Pablo López (secretario de Finanzas) y Federico Thea (secretario legal y administrativo); Luis Briones (director de la Oficina Nacional de Crédito Público), Claudio Dal Din (director de Administración de la Deuda Pública), Hernán Lorenzino (jefe de la Unidad de Reestructuración de Deuda) y Adrián Cosentino (coordinador de la Unidad). Por el lado del Club de París la negociación fue encabezada por el titular del foro multilateral, el francés Ramón Fernández.
Se acordó que la deuda fuera cancelada a lo largo de los siguientes cinco años, con un desembolso inicial en efectivo por 1150 millones de dólares: un pago inicial en concepto de capital de 650 millones de dólares se realizará en julio de 2014 y los restantes 500 millones de dólares se entregarán en mayo de 2015. El acuerdo estableció un pago mínimo de 3 % que deberá afrontar Argentina por año y fijó un criterio de pagos adicionales en caso de incremento de las inversiones provenientes de los países miembros del Club. Si durante el plazo de cinco años, las inversiones adicionales fueran insuficientes para cubrir la deuda total, el país puede posponer los vencimientos hasta dos años. El esquema de pagos acordado reduce sensiblemente el costo financiero de esta deuda impaga, que pasa de una tasa promedio cercana al 7 % a una del 3 %. Esta es la primera vez que un país de ingresos medios logra acordar la cancelación de su deuda con el Club en un plazo de cinco años y sin la intervención del FMI.

[El acuerdo] es una especie de esfuerzo compartido. Es una forma de que los Gobiernos insten a las empresas a que generen inversiones en el país. Una vez que empecemos a pagar los primeros vencimientos, van a volver a habilitar las ventanillas para que esos países le presten a las empresas que quieran invertir en Argentina.
Axel Kicillof

El 28 de julio de 2014 Argentina pagó 642 millones de dólares al Club de París en un primer desembolso en concepto de capital adeudado tras el acuerdo firmado en mayo de ese año.

#### Juicio de los fondos buitres
Tras la suspensión de pagos del 2001, el país ofreció en 2005 y 2010 un canje de la deuda argentina a sus acreedores. En ambos canjes se reducían los montos y se diferían los pagos, lo que fue aceptado por el 93 % de los tenedores de bonos. Dos fondos buitre, NML Capital Ltd. y EM Ltd. Elliott Associates de Paul Singer  iniciaron una demanda ante el juzgado de Thomas Griesa quien emitió un fallo que  ordenó que Argentina pagara 1330 millones de dólares. Sin embargo poco después el fallo fue suspendido por la Cámara de Apelaciones del Segundo Distrito de Manhattan.

### Gobierno de Mauricio Macri (2015-2019)

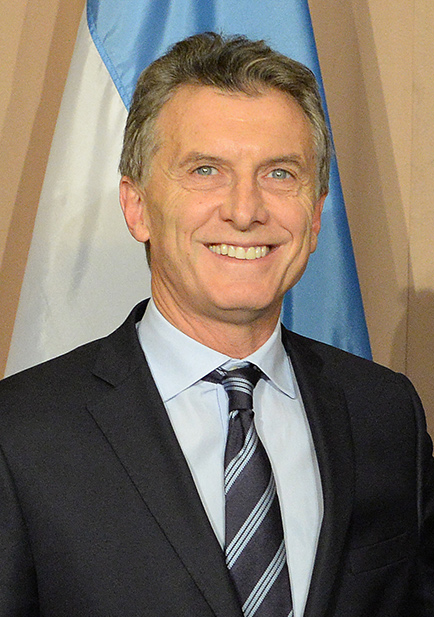
Mauricio Macri, presidente de la Nación entre 2015 y 2019.

Durante el gobierno de Mauricio Macri se produce el pago a los holdouts que habían quedado fuera de los canjes de 2005 y 2010. Además, el gobierno decide financiar el déficit fiscal de la administración pública con nueva emisión de deuda. Esta decisión ocasionó una devaluación del peso cercana al 40 %, que en veinticuatro horas elevó su cotización de 9,83 a 13,95 por dólar. lo que llevó a una corrida bancaria y a un aumento 200 % de compras de dólares en el primer trimestre de 2016, el déficit cambiario creció 45 % y la fuga de divisas alcanzó los 9000 millones USD en los primeros 9 meses. La brusca perdida del valor del peso en pocas semanas llevó a la ampliación de la brecha cambiaria
Según datos del INDEC, la deuda externa creció un 76 % entre finales del 2015 y de 2019. Luego de la crisis cambiaria de comienzos de 2018, la administración de Macri toma un préstamo por 50 000 millones de dólares con el FMI, el más grande de la historia del organismo.
Otra medida que impactó sobre la deuda pública fue el fin de las limitaciones para la compra de moneda extranjera, que produjo una fuerte devaluación del peso. Esto generó un incremento de 40 000 millones de dólares en la deuda de las provincias, lo que representó un 20 % del stock total de las mismas.

#### Pago a fondos buitres
El 31 de marzo de 2016 el congreso argentino deroga las leyes Cerrojo y de Pago Soberano, permitiendo que el gobierno negocie un arreglo con los fondos buitre. El 26 de abril, Argentina pagó 9300 millones de dólares a los fondos buitre, con lo cual el juez Griesa levantó la medida cautelar que pesaba sobre el país.
El pago realizado representó un rendimiento de 1180 % respecto de su inversión inicial, y el país se hizo cargo además de los honorarios de los estudios legales que representaron a dichos fondos. El fiscal Federico Delgado calificó la operación como «el broche de oro de una gigantesca estafa al Estado nacional», y solicitó la indagatoria de algunos funcionarios. A lo largo de la investigación judicial, se encontraron irregularidades tales como falta de informes que sustenten los montos demandados, acuerdos firmados a mano alzada, falta de individualización de los títulos incorporados y pagos mayores a lo acordado en las sentencias, entre otras observaciones. En diciembre de 2018 el fiscal Delgado solicitó la indagatoria de los funcionarios que actuaron en esta operación, por la comisión de los delitos de negociaciones incompatibles con el ejercicio de funciones públicas, y la posible comisión del delito de tráfico de influencias.
Según el diario británico Financial Times, para realizar pagos a los fondos buitre Argentina emitió para su pago la mayor suma de deuda para cualquier nación en desarrollo desde 1996, siendo el país que más se endeudó en el mundo desde entonces.
Poco después de cerrada la operación, se iniciaron nuevas demandas de tenedores de bonos, como los llamados fondos de «tercera generación», una nueva tanda de fondos buitre con bonos que no ingresaron a los canjes de deuda de 2005 y 2010 y tampoco aceptaron en 2016 la propuesta de Mauricio Macri ante el juez de Nueva York. En noviembre de 2016 un nuevo fondo volvió a denunciar a la Argentina y nuevas demandas se presentaron con posterioridad.

#### Aumento del endeudamiento

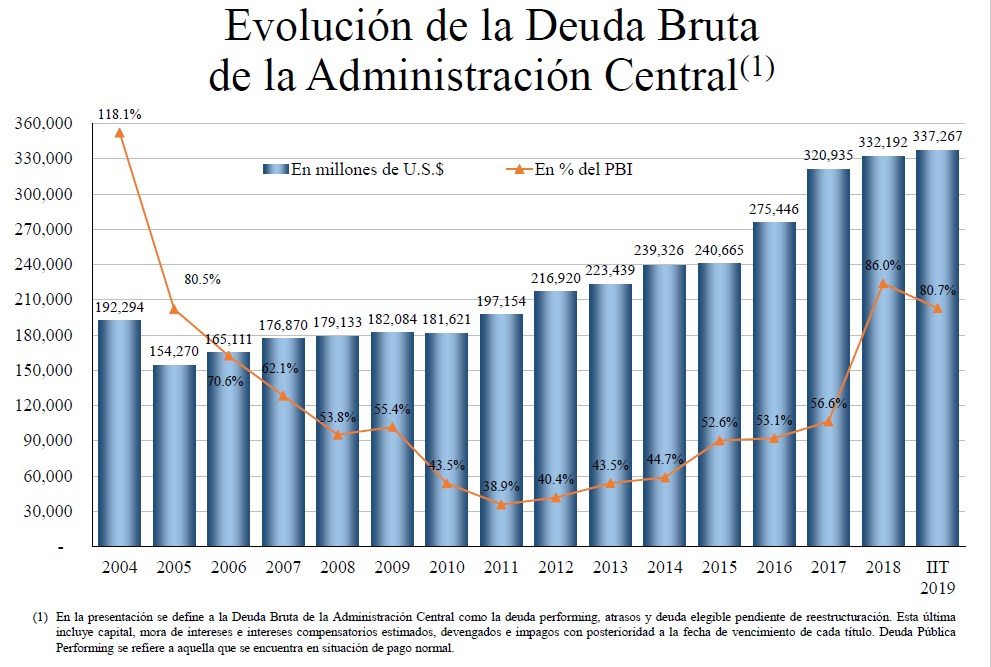
Evolución de la deuda externa de 2004 a 2019, en millones de dólares y en relación con el PBI.

Cumplidos los primeros 11 meses bajo el gobierno de Mauricio Macri, el estado nacional, los estados provinciales y los bancos argentinos habían recibido 40 000 millones USD en préstamos, con lo que la deuda pública quedaba en cerca de 200 000 millones USD, lo que representaba casi el 30 % del producto interno bruto (PIB).
En menos de 2 años (entre diciembre de 2015 y junio de 2017) la deuda emitida por el gobierno argentino fue de casi 100 mil millones de dólares, iniciándose el tercer gran ciclo de endeudamiento argentino a un ritmo más veloz que el anterior comenzado con la dictadura militar de 1976, alcanzando la cifra de 216 351 millones de dólares en diciembre de 2017. Datos posteriores a junio provisto por consultoras privadas llevan el total de la deuda bruta hasta los 342 000 millones USD.
Hacia finales de marzo de 2019 la deuda externa bruta argentina superaba los 275 mil millones de dólares, según informó el Instituto Nacional de Estadística y Censos (Indec). Si bien hubo una reducción de algo más de 2 mil millones de dólares respecto al valor de diciembre de 2018, ésta se originó en la variación del tipo de cambio, —devaluación de la moneda argentina respecto del dólar—, que produjo esa reducción del valor en dólares de la deuda emitida en pesos. En diciembre de 2018 la deuda pública total ascendía a más de 345 mil millones de dólares, lo que representaba el 90 % del PIB.
Para principios de 2019 la deuda argentina ya se acercaba al 97,7 % del PBI del país siendo la más alta de la región, mientras que según los datos de la CEPAL el nivel de endeudamiento se acercaba a casi al 100 % del PBI
A mediados de agosto de 2019 la relación deuda pública / PIB alcanzó el 100,4 %, casi el doble de la relación que existía en 2015. El salto en la cotización del dólar posterior a las PASO fue explicado de diferentes maneras. El diario La Nación lo adjudicó a una respuesta del sistema financiero a las propuestas del candidato Alberto Fernández, ganador en las elecciones primarias. Mientras que el expresidente del BCRA, Martín Redrado, culpó al presidente Macri diciendo que dio la orden de «que el dólar se vaya a donde se tenga que ir de modo tal que los argentinos aprendan a quién votar».

##### Nueva deuda con el FMI
En 2017 el país volvió a autorizar las revisiones de su economía por parte del organismo, que en su evaluación establece que «la reducción del gasto público es esencial, especialmente en las áreas donde aumentó muy rápidamente en los últimos años, en particular los salarios, las pensiones y las transferencias sociales».
A comienzos de 2018 el gobierno argentino atravesó una corrida cambiaria que causaría que el peso argentino perdiera la mitad de su valor en dólares. En mayo el presidente anunció públicamente que se recurriría al FMI:

Durante los dos primeros años tuvimos contexto favorable y eso hoy está cambiando. Está subiendo la tasa de interés, está subiendo el petróleo, entre otras variables que nosotros no manejamos. Somos de los países del mundo que más dependemos del financiamiento externo. [...] Frente a esta nueva situación he decidido iniciar conversaciones con el FMI para que nos otorgue una línea de apoyo financiero.
Mauricio Macri

Un mes después se anunció el otorgamiento de un préstamo de 50 000 millones de dólares, el más grande de la historia del organismo y equivalente a un 11 % del PBI de la Argentina en 2018. Apenas tres meses después se firmó un nuevo acuerdo con el FMI, donde se aumentó el préstamo a 57 100 millones de dólares, a los que se sumaron 5650 millones de dólares del Banco Interamericano de Desarrollo (BID). El eje de los requerimientos del FMI fue que el gobierno llegue al déficit primario cero en 2019, aunque en julio de 2019 aceptó cambiar las metas originales y desembolsar las sumas restantes.
La oposición consideró que debía ser el congreso quien aprobara la toma de deuda con el FMI de acuerdo con el artículo 75 los incisos 4 y 7 de la Constitución Nacional. Sin embargo, el legislador oficialista Eduardo Amadeo hizo mención del artículo 60 de la ley 24.156, que exceptúa al crédito con los organismos financieros internacionales de los que la Nación forma parte.

#### FMIgate
El FMIgate es una investigación judicial iniciada en Argentina en marzo de 2021, sobre un presunto acto de corrupción cometido mediante el acuerdo que el entonces presidente Mauricio Macri realizó con el Fondo Monetario Internacional el 7 de junio de 2018, por el cual el organismo internacional prestó a ese país una suma de 50 000 millones de dólares (luego ampliado a 57 000 millones), el más grande en la historia de esa organización, de la cual entregó los 44 500 millones originales. El acuerdo ha sido señalado como un acto criminal, tanto por el modo en que fue tramitado sin cumplir los pasos legales, el uso que la administración de Macri dio al dinero, no contemplado en el acuerdo y prohibido por el Estatuto del FMI, y por la omisión de analizar las condiciones de sustentabilidad y repago. Fueron imputados el expresidente Mauricio Macri, el exministro de Hacienda Nicolás Dujovne y los expresidentes del Banco Central, Federico Sturzenegger, Luis Caputo y Guido Sandleris.Es indudable que no hay forma de que sean sobreseídos, por la gravedad y falta de atenuantes de esta maniobra.
Durante el gobierno de Macri, la deuda externa pasó de 63 580 millones de dólares en diciembre de 2015 (14 % del PBI) a 167 514 millones de dólares en junio de 2019 (40 % del PBI), un aumento del 163 % en términos nominales y del 185 % en relación con el PBI. Cerca de la mitad del incremento de la deuda externa (103 934 UDS) fue causado por el préstamo entregado por el FMI (44 500 USD).
La causa fue iniciada por la Oficina Anticorrupción y quedó radicada en el Juzgado Nacional en lo Criminal y Correccional Federal N.º 5, bajo el número 3561/2019 y carátula «Macri, Mauricio y otros s/ defraudación por administración fraudulenta y defraudación contra la administración pública». Las irregularidades del caso también son investigadas desde marzo de 2021, en forma independiente, por el Fondo Monetario Internacional.

### Gobierno de Alberto Fernández (2019-2023)

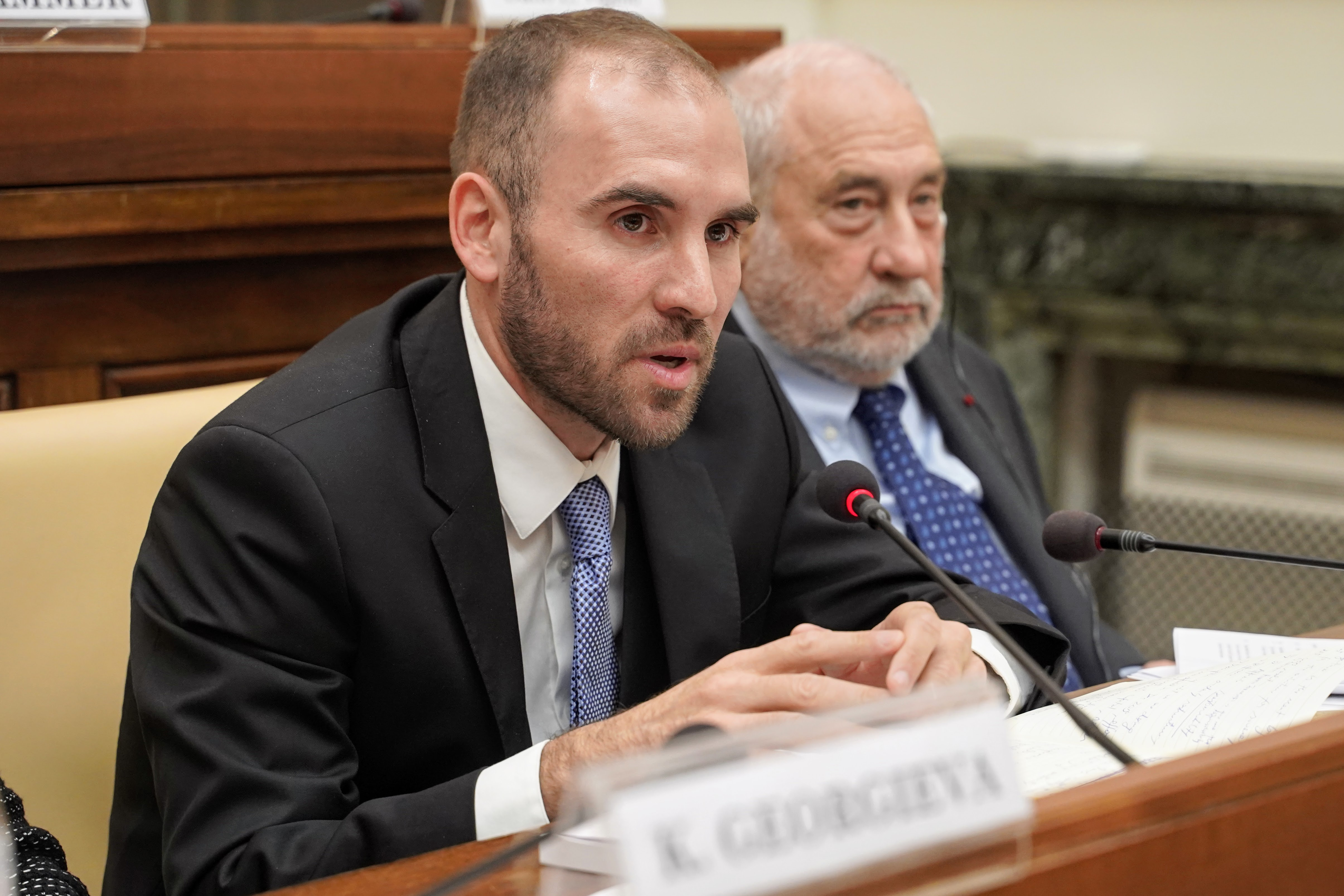
Martín Guzmán, Ministro de Economía de la Nación, junto a Joseph Stiglitz en 2020.

El 10 de diciembre asumió la presidencia de la Nación Alberto Fernández, quienes recibieron el país con una deuda neta de la administración central más la del BCRA de 333,545 millones de dólares. quién nombró como ministro de Economía a Martín Guzmán.
En enero de 2020, Guzmán envió un proyecto de ley al Congreso para la reestructuración de la deuda externa del país. En febrero el FMI emitió un documento donde señalan que la deuda es «insostenible» y piden a los acreedores una quita «apreciable». El 21 de abril se produce la primera oferta formal del gobierno argentino.
Luego de varias rondas de negociación, el 31 de agosto en plena pandemia del COVID-19 un 93,5 % de los tenedores de bonos aceptaron la oferta del gobierno, lo que mediante las cláusulas de acción colectiva, significa que se reestructuró 99 % de la deuda emitida bajo legislación extranjera. La oferta final fue de 54,8 USD por cada 100 USD de valor nominal. Pocos días después se anunció la reestructuración de los bonos emitidos bajo ley argentina con una aceptación del 98 %. Para junio de 2022 la deuda neta de la administración central más la del BCRA ascendió a 274 355 millones de dólares. Para el segundo trimestre de 2023 la deuda bruta de Argentina era de 276 201 millones, según indicó en un informe el Instituto Nacional de Estadística y Censos (Indec).

## Investigaciones sobre la legalidad de la deuda

### Causa Olmos
El 4 de abril de 1982 el historiador Alejandro Olmos presentó una querella contra José Alfredo Martínez de Hoz y otros funcionarios del gobierno cívico - militar por la toma de deuda externa, que consideraba ilegal. La deuda externa pasó de 7000 millones de dólares en 1976 a 42 000 millones de dólares en 1982. Nunca se esclareció el destino de esa deuda.
La causa pasó por tres jueces hasta recaer en el juzgado federal de Jorge Ballesteros, lo que significó un desarrollo de 18 años. El 13 de julio de 2000 el juez Ballesteros dictó sentencia, considerándose probada la existencia de al menos 467 ilícitos vinculados al endeudamiento externo en la época militar:

[La deuda externa] ha resultado groseramente incrementada a partir del año 1976 mediante la instrumentación de una política económica vulgar y agraviante que puso de rodillas al país a través de los diversos métodos utilizados, que ya fueran explicados a lo largo de esta resolución, y que tendían, entre otras cosas, a beneficiar y sostener empresas y negocios privados -nacionales y extranjeros- en desmedro de sociedades y empresas del estado que, a través de una política dirigida, se fueron empobreciendo día a día, todo lo cual, inclusive, se vio reflejado en los valores obtenidos al momento de iniciarse las privatizaciones de las mismas
Fallo judicial del juez Ballesteros.

Sin embargo, se declaró que dichos delitos estaban prescriptos, por lo que ninguno de los implicados enfrentó pena alguna. Si bien este fallo calificó con carácter de sentencia firme a la deuda externa como «ilegítima y fraudulenta», no se tomó medida alguna para remediar la situación (en contra de lo previsto por el Código Procesal) y tan solo se dispuso enviar copia de su sentencia al Poder Legislativo para que se encargue del tema.
Mientras la causa seguía su curso Olmos fundó el Foro Argentino de la Deuda Externa y en 1990 publicó en forma de libro su alegato con el título Todo lo que usted quiso saber sobre la deuda externa y siempre se lo ocultaron. Olmos falleció en el año 2000 pero su hijo, Alejandro Olmos Gaona, continúa impulsando la investigación de la deuda fraudulenta.

### Investigación de la Cámara de Diputados
Tras emitir su fallo, el juez Ballesteros remitió su resolución a ambas cámaras del Congreso para establecer «la eventual responsabilidad política que pudiera corresponder a cada uno de los actores en los sucesos que provocaran el fenomenal endeudamiento externo argentino». Desde entonces hubo decenas de iniciativas para iniciar la investigación en la cámara baja que no prosperaron.
En una causa relacionada, en mayo de 2000 se conformó la «Comisión especial investigadora sobre hechos ilícitos vinculados con el lavado de dinero», presidida por la diputada Elisa Carrió. En el informe final de la comisión se explica cómo el endeudamiento externo está vinculado con los mecanismos de fuga de capitales, la evasión fiscal y el dinero ilegal.
En noviembre de 2005 Cafiero presenta un informe titulado «El FMI y la debacle argentina (1976-2003)», donde acusa al organismo multilateral por su complicidad con la deuda fraudulenta tomada por el gobierno militar y por su postura posterior a favor de los acreedores.

### Investigación de la comisión bicameral
En abril de 2015 se creó una comisión constituida por senadores y diputados nacionales con el objetivo de investigar la evolución de la deuda externa desde 1976 hasta la actualidad. El 28 de febrero de 2020 la comisión presentó su primer informe donde se recorre la historia del endeudamiento del país y las renegociaciones de pasivos.